# محمود جوادی‌پور

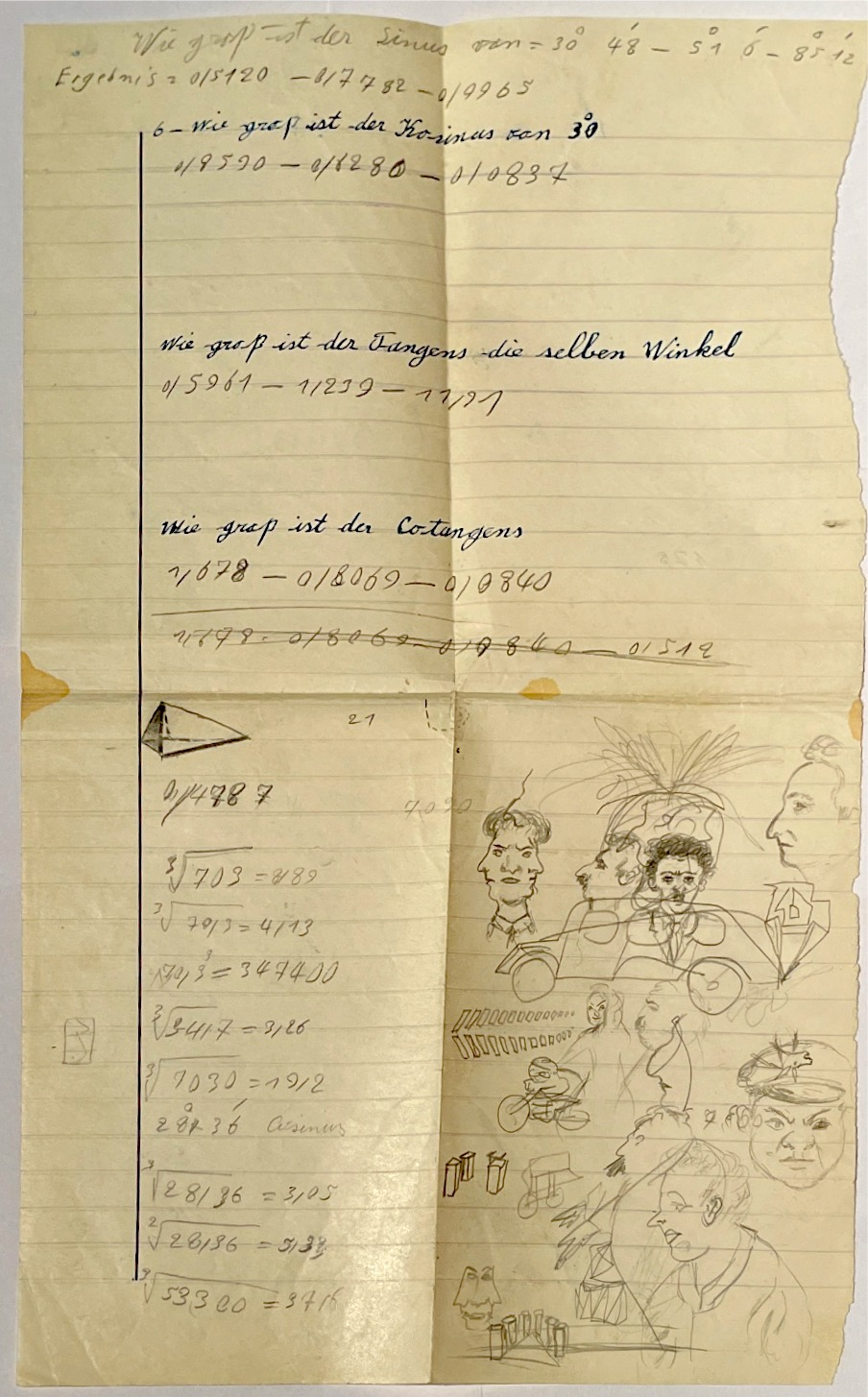
دست‌نوشته و طراحی توسط استاد جوادی‌پور در هنرستان صنعتی ایران و آلمان

محمود جوادی‌پور (زاده ۱۳ شهریور ۱۲۹۹ – درگذشت ۵ آذر ۱۳۹۱) نقاش، گرافیست و از پیشگامان هنر نوگرای ایران بود، او در تهران متولد شد و در سن ۹۲ سالگی درگذشت. وی در رشته‌های گرافیک، نقاشی، تصویرسازی، چاپ دستی و طراحی صنعتی فعالیت داشت و در دانشگاه تهران و هنرستان هنرهای زیبا  تدریس می‌کرد.
از جوادی‌پور به عنوان یکی از نخستین پایه‌گذاران جنبش نقاشی نوگرای ایران تجلیل شده‌است و به همین سبب از وزارت فرهنگ و ارشاد اسلامی نشان عالی دریافت کرد.
از وی به‌عنوان پدر گرافیک نوین ایران نیز یاد شده‌است و او همچنین در سال ۱۳۸۴ به عنوان یکی از چهره‌های ماندگار ایران در نقاشی ایران انتخاب شد.
آثار این هنرمند در برخی موزه‌های ایران و آمریکا نگهداری می‌شوند.

## زندگی

### دوران اولیه زندگی
محمود جوادی‌پور در ۱۳ شهریور سال ۱۲۹۹ در محله امیریه تهران متولد شد، او دومین فرزند علی‌نقی جوادی‌پور (ملقب به حمیدالممالک) و شایسته ابراهیمی بود، پدرشان علی‌نقی جوادی‌پور در 15 سالگی از کرمان به تهران آمده‌بود و در یکی از وزارتخانه‌ها کار می‌کرد و اوقات آزادش را به طراحی نقوش قالی می‌گذراند، حدود سال ۱۳۱۷ که به عنوان ناظر هزینه معادن انارک در نائین  انجام وظیفه می‌نمود، اوقات آزادش را با استفاده از سنگ‌های معدنی، خاک‌ها، رسوبات معدن و انواع مواد طبیعی دیگر به ساختن کلاژ نقاشی می‌پرداخت که از نظر هنری بسیار باارزش و زیبا بودند و مادرشان نیز بانویی هنرمند، هنردوست، کاردان و مهربان بود، وی فارغ التحصیل مدرسه ژاندارک بود به همین دلیل با زبان فرانسه آشنایی داشت، به موسیقی علاقه‌ای خاص داشت و اوقات آزادش را به گلدوزی، خیاطی و مطالعه می‌پرداخت.

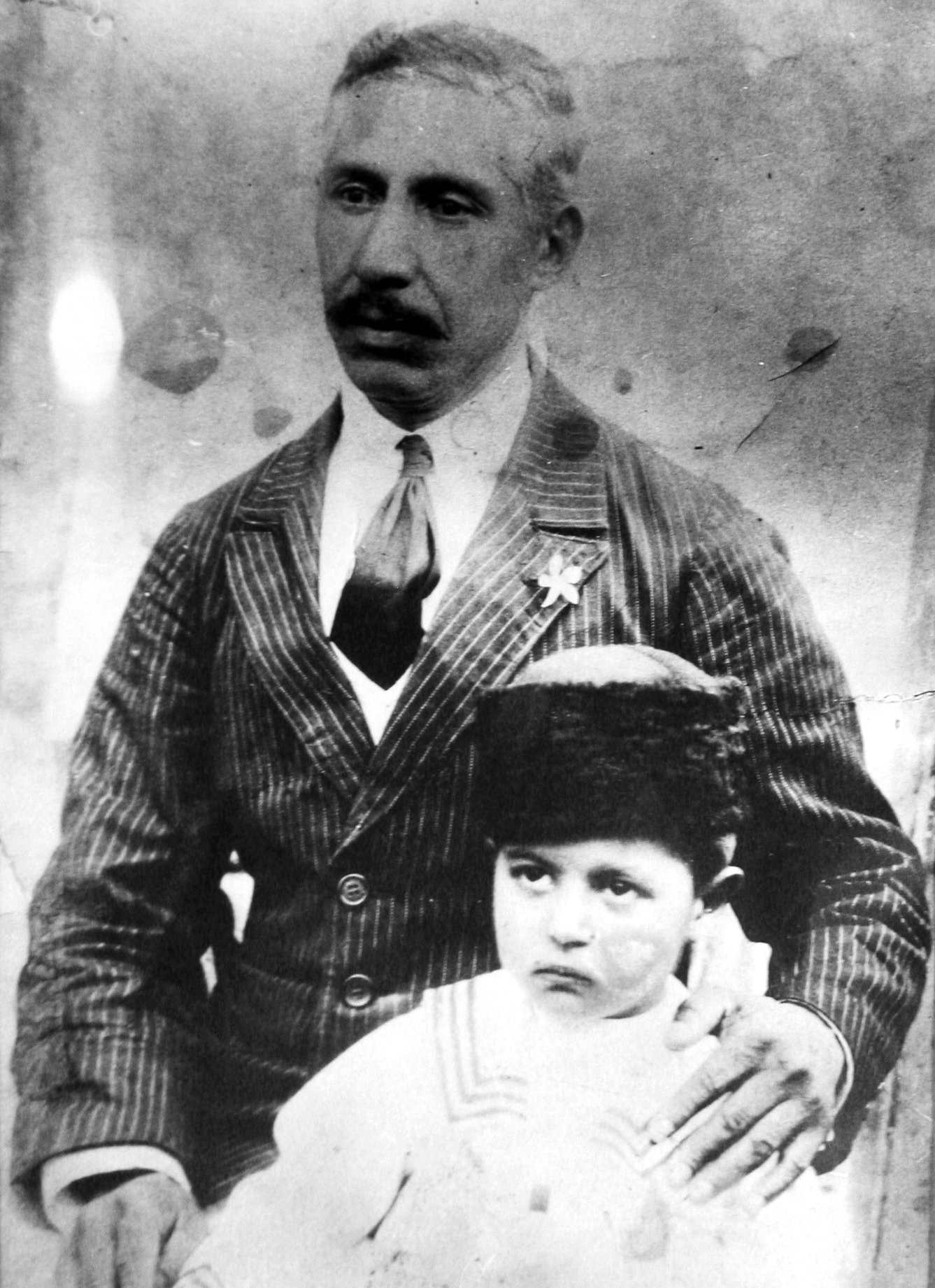
علی‌نقی و محمود جوادی‌پور، پدر و پسر در سال ۱۳۰۴

محمود جوادی‌پور ابتدا در دبستان سلطانی و سپس در دبستان علامه تحصیل کرد. وی از کودکی به موسیقی، نقاشی و کارهای دستی علاقه‌ی خاصی داشت. پدرشان از علاقه او به موسیقی آگاه بود و بارها به او پیشنهاد کرد که ساز موردعلاقه‌اش را بخرد و او را نزد استادی بفرستد ولی او نمیخواست زیرا هدفش نواختن یک ساز نبود بلکه میخواست آهنگساز بشود ولی متأسفانه در آن زمان مدرسه ای برای آموزش موسیقی وجود نداشت، وی پس از ناامید شدن از فراگیری موسیقی به نقاشی روی آورد زیرا نقاشی به او این امکان را می‌داد که پیش خود تمرین کند و ذهنیاتش را به همان صورت بچگانه روی کاغذ بیاورد. آنقدر مشتاق بود که در هر فرصتی نقاشی می‌کرد حتی در اغلب ساعات درس در حالی که ظاهرا گوش به درس می‌داد، زیر نیمکت طراحی می‌کرد. چهرۀ معلمانی که حالت ویژه‌ای داشتند، بهترین سوژه برای نقاشی او بود، آنها را کاریکاتوروار طراحی میکرد. سینما نیز یکی از بهترین تفریحات او بود هر هفته به اتفاق برادرش دو یا سه فیلم را می‌دیدند و پس از دیدن هر فیلم به‌محض رسیدن به خانه شروع به طراحی قسمت‌هایی از فیلم که خوشش آمده‌بود می‌کرد. بیشتر روزها قبل از آمدن معلم به کلاس، چند نفر از بچه‌ها که دوستدار نقاشی و سینما بودند هر کدام به او برگه کاغذی می‌دادند و موضوع مورد علاقه‌شان را هم می‌گفتند تا نقاشی‌اش را برایشان بکشد . بیشتر سوژه‌ها در ارتباط با فیلم‌های سینمایی بود که دوست داشتند.
سرانجام پس از شش سال دوران دبستان را به پایان رساندند و به اخذ گواهینامۀ شش ساله ابتدایی نائل شدند، تصمیم گرفتند که در هنرستان صنعتی ایران و آلمان نام نویسی کنند اما در آخرین هفته تابستان به سختی بیمار شدند و از نام‌نویسی در هنرستان بازماندند و به کمک برادرشان موفق به ثبت‌نام در کلاس اول دبیرستان شدند اما دبیرستان و کلاس فضای ناراحت کننده‌ای براشان داشت و نتوانستند شاگردان عجیب و غریبش را تحمل کنند. لذا سومین روز از دبیرستان انصراف دادند و به کمک دوستشان توانستند در کارخانه ای مشغول به کار شوند.

### دوران کاری و تحصیلی
برای این‌که بتوانند خود را برای نام‌نویسی در هنرستان صنعتی آماده کنند کار در کارخانه را ادامه ندادند و در رشته آهنگری ثبت‌نام کردند.توصیف استاد جوادی‌پور از هنرستان:
برای رفتن به هنرستان از خوشحالی سر از پا نمی شناختم محیط شاد، تمیز و نیمه اروپایی هنرستان برخورد مهربان و مؤدبانه گردانندگان آن از کارمند گرفته تا استادان و رئیس آنقدر تأثیر خوب و مثبتی در من گذاشت که قابل توصیف آن نیستم. دیگر از نوشتن مشق، بستن صف و بسیاری از گرفتاری‌های دبستان علامه خبری نبود اینجا محیطی بود که در آن مردمانی با فرهنگ و شخصیتهای والا و آزادمنش فعال بودند و این همان فضایی بود که من ناخودآگاه به آن می اندیشیدم و آرزویش را داشتم. معلمان به دو دسته تقسیم شدند؛ معلمان دروس نظری که هم ایرانی و هم آلمانی بودند و معلمان دروس فنی که همه آلمانی بودند. افرادی با شخصیت مانند بزرگ علوی نویسنده و فیلسوف؛ نيما يوشيج، شاعر نوپرداز؛ علی‌اکبر دیهیم نقاش و شاعر و افراد ممتاز دیگری که کادر آموزشی هنرسرا و هنرستان را تشکیل می دادند.
محمود جوادی‌پور در سال ۱۳۱۲ گواهینامه ششم هنرستان صنعتی ایران و آلمان در تهران در رشته آهنگری و ماشین‌سازی دریافت کرد. با توجه به عملکرد عالی استاد جوادی‌پور در هنرستان با مصوبه شورای عالی مدرسه صحبت از این شد که ایشان را برای ادامه تحصیل در رشته فنی به ویژه نقشه کشی فنی به آلمان بفرستند تا پس از بازگشت به عنوان معلم ترسیم فنی مشغول کار شوند که با ورود متفقین به ایران و اشغال موقت ایران همه چیز به هم خورد.آلمانی‌های مقیم ایران یا فرار کردند یا به اسارت درآمدند راه آهن سرتاسری ایران نیز به دست متفقین افتاد و آن‌ها برای تقویت و توسعه راه آهن به استخدام افراد فنی تحصیل کرده نیاز داشتند. تقریباً همه هم‌دوره‌ای‌های ایشان که فارغ التحصیل شده بودند با سمت های خوب به استخدام راه آهن ایران درآمدند و وی نیز تصمیم به ملحق شدن در راه آهن گرفتند که توسط دوست‌شان از تاسیس دانشکده هنرهای زیبا دانشگاه تهران مطلع شدند و همان فردا اقدام به ثبت‌نام کردند و به‌راحتی از آزمون با داورانی همچون آندره گدار، رئیس موزه ایران باستان و همچنین رئیس هیئت حفاران فرانسوی ایران و رئیس دانشکده هنرهای زیبا، خانم امین فر‌، که او را مادام آشوب می‌نامیدند و استاد نقاشی بودند، آقای هوشنگ سیحون،  آقای علی‌محمد حیدریان، استاد رشته نقاشی، گذر کردند و در رشته نقاشی قبول شدند. در زمان تحصیل‌شان در دانشکده هنرهای زیبا دانشگاه تهران  ریاست دانشکده را آقای آندره گدار عهده‌دار بودند و استادان رشته نقاشی از جمله آقای علی‌محمد حیدریان و خانم دکتر امین‌فر بودند که او را مادام آشوب نیز خطاب می‌کردند آقای استاد ابوالحسن صدیقی استاد رشته مجسمه‌سازی بودند ولی هنوز آن رشته فعالیتی نداشت. در رشته معماری نیز دو استاد فرانسوی به نام‌های سیرو و دوبرول و یک استاد ایرانی به نام آقای مهندس آفتاندلیانس تدریس می کردند و درس تاریخ هنر را آقای دکتر محسن مقدم به عهده داشتند و همچنین مسؤلیت اداره کتابخانه دانشکده را آقای صادق هدایت و خانم نیر کیا به عهده داشتند.و همچنین در آن دوره با احمد اسفندیاری، عبدالله عامری، حسین کاظمی، جلیل ضیاء پور، شکوه ریاضی، منوچهر یکتابی، لیلی تقی‌پور، جواد حمیدی‌،‌ مهدی ویشکایی و فخری عنقا‌ هم‌دوره‌ای بودند.

#### اولین چاپ چهار رنگ در چاپخانه بانک ملی ایران

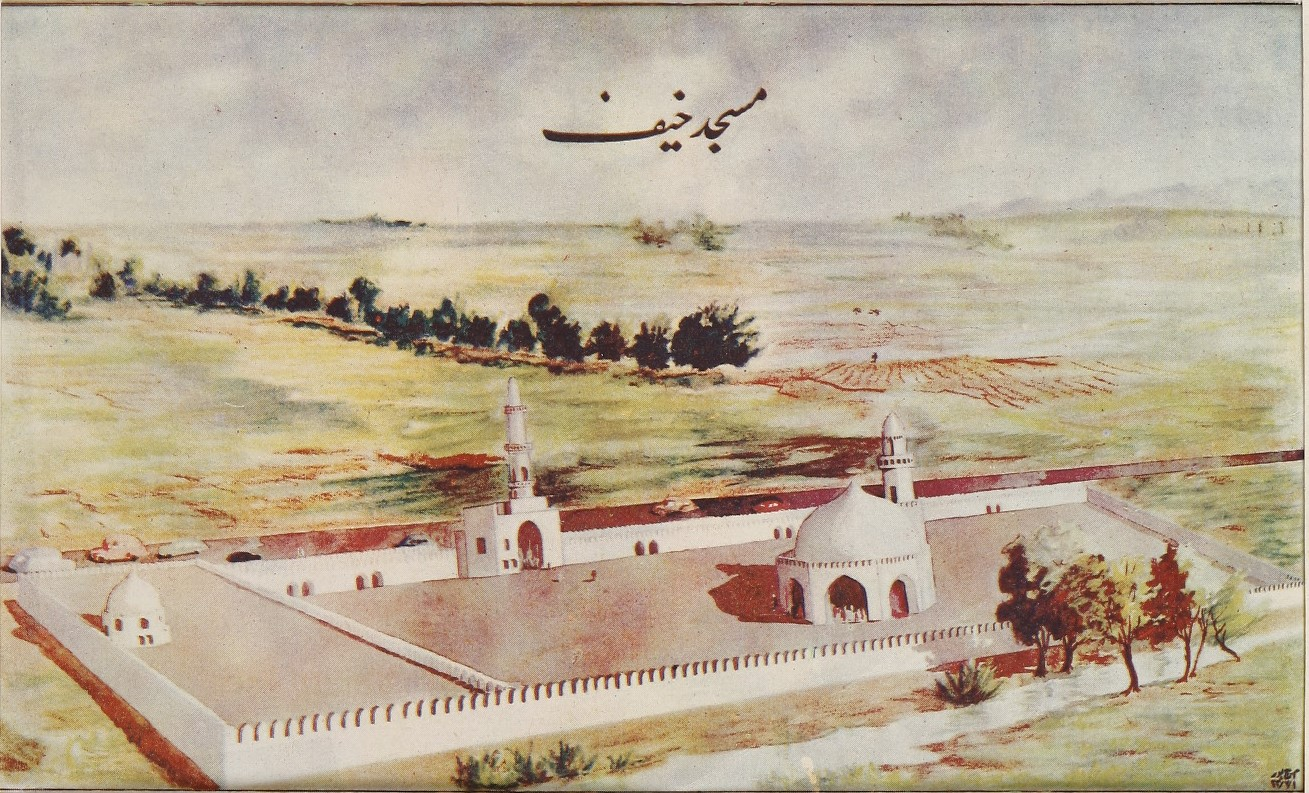
مسجد خیف، اولین چاپ رنگی توسط محمود جوادی‌پور در بانک ملی

در سال ۱۳۲۲ جوادی‌پور به عنوان نقاش چاپخانه در بانک ملی ایران به صورت نیمه وقت استخدام شد و با مطالعه و تلاش در زمینه راه‌های عملی چاپ رنگی به آگاهی‌های جالبی دست‌یافت و سپس مدتی به آزمایش‌های عملی دیگری درباره کاربرد فیلترها پرداخت و در تمام زمینه‌ها به نتیجه رسید نخستین آزمایش عملی را در قسمت عکاسی آغاز کرد و اولین آزمایش عملی چاپ رنگین را با تفکیک رنگ پرتره کوچک آبرنگی که از برادرزاده خود نقاشی نمود و آن را تا مرحله چاپ پیش برد. به این ترتیب اواخر سال ۱۳۲۳ چاپخانه بانک ملی اولین چاپخانه ایران بود که قادر به گرفتن سفارش‌های رنگین شد اولین سفارش با چاپ تصویری از مسجد خیف آغاز شد که توسط آقای سید علاء الدین طباطبایی، برادر سید ضیاء الدین، به چاپخانه داده شد و سپس کتاب کودک دبیره از استاد بهروز به چاپ رسید. وی شیوه چاپ رنگی عکاسی را آزمود و موفق شد اولین کار چاپ چهار رنگ در ایران را در انجام دهد. 

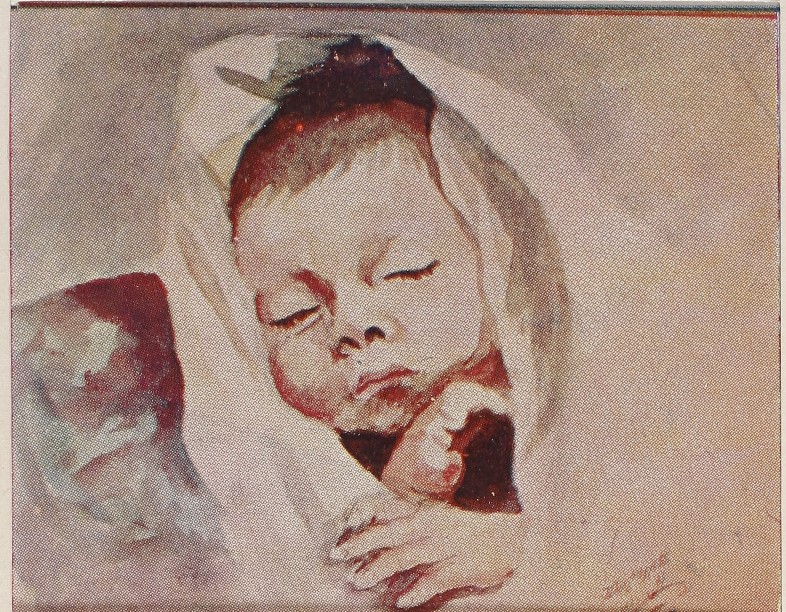
اولین آزمایش عملی چاپ رنگین با تفکیک رنگ، پرتره آبرنگی که از برادرزاده خودش محمود جوادی‌پور کشید.

به موازات کار در چاپخانه کار دیگری از طرف مجله اطلاعات هفتگی و ماهانه به وی واگذار شد و آن مصور کردن داستان‌هایی بود که توسط نویسندگان ایرانی و خارجی نوشته میشد. سپس به علت مشغله کاری زیاد پس از شش سال در سال ۱۳۳۶ از دانشگاه تهران فارغ‌التحصیل شدند.پس از پایان دوران دانشکده برای تجدید قوا و یافتن فرصتی برای نقاشی آزاد راهی شهر گرگان شدند. همیشه آرزوی نقاشی کردن از مناظر زیبای آن را داشتند در آن منطقه طایفه‌ای از ترکمنان زندگی می کردند که آن ها را بلیچ می‌نامیدند و به همین مناسبت محل زندگی آنها را بلیچ محله می گفتند. بلیچ محله و ساکنان آنجا برای من جاذبه خاصی داشتند.استاد جوادی‌پور در باب علاقه‌مند شدن به قالی‌های نمد مردمان ترکمن گفت:

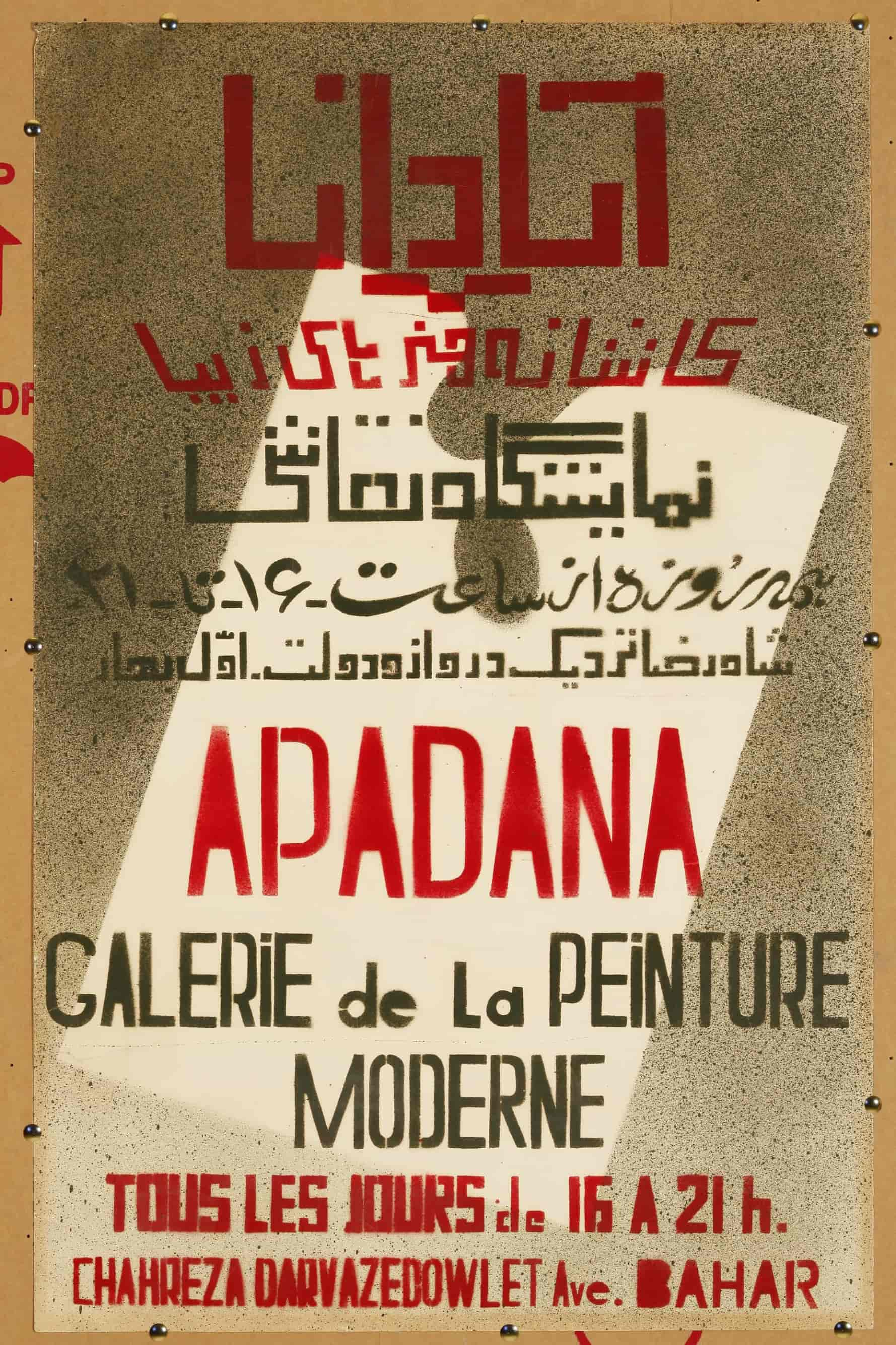
پوستر طراحی شده برای گالری آپادانا، توسط محمود جوادی‌پور

در یکی از سفرهای قبلی ام به گرگان به پهلوی‌دژ رفته بودم شنبه یا چهارشنبه بازاری بود. در آنجا برای اولین بار چشمم به نمدهای رنگین و زیبای ترکمنی افتاد و فریفته آن هنر شدم. از آن پس همیشه آرزو میکردم که روزی بتوانیم به پژوهش دامنه داری در زمینه هنر نامبرده دست بزنم با چند نمد که خریدم به تهران بازگشتم و سالها با دیدن آنها دلخوش بودم.

#### آپادانا کاشانه هنرهای زیبا
در دهه ۱۳۳۰ در شهر تهران گالری و مراکز دیگری که بتواند نیازهای هنرمندان را پاسخ دهد وجود نداشت و شهرداری و فرهنگ و هنر وقت هم گوششان به درخواست‌های مکرر هنرمندان بدهکار نبود. تا اینکه جوادی‌پور تصمیم گرفت که نباید به امید کمک کسی بنشیند و سپس فکرش را با دوستانش حسین کاظمی و هوشنگ آجودانی در میان گذاشت و آن‌ها موافقت کردند که وارد عمل شوند برای شروع کار می‌بایستی مساله مهم مالی را حل می‌کردند چون برای هر کاری نیاز به پول داشتند مساله را به این صورت حل کردند که هر ماه هر یک از آن‌ها از حقوقی که دارند، مبلغی را روی هم بگذارند و تا از این راه هزینه اجاره و اداره محل موردنظر را بپردازیم. اوایل سال ۱۳۲۸ به اتفاق دوستانشان حسین کاظمی، احمد اسفندیاری و مهدی ویشکایی آثارشان را در انجمن فرهنگی ایران و فرانسه به نمایش گذاشتند. کاظمی با تعداد ۵ پرتره، ۵ منظره و چند کمپوزیسیون، اسفندیاری با ۱۶ تابلوی منظره و طبیعت بی‌جان، ویشکایی با تعداد ۵ پرتره، ۵ منظره و طبیعت بی جان و استاد جوادی‌پور با ۹ پرتره و ۲۴ منظره از گرگان در نمایشگاه شرکت کردند که این نمایشگاه فوق‌العاده موفق بود و تعدادی از آثار نیز خریداری شد. 
استاد جوادی‌پور: از ادامه جستجو برای یافتن محلی مناسب برای کارهایی که در نظر داشتیم، باز نایستادیم تا اینکه در نبش شرقی خیابان بهار واقع در خیابان انقلاب محلی پیدا و اجاره کردیم. با سرعت آن را به صورت تشکیلات منظمی برای برپایی نمایشگاه گردهمایی هنرمندان و فعالیت‌های هنری دیگر آماده نمودیم نامش را آپادانا، کاشانه هنرهای زیبا گذاشتیم.

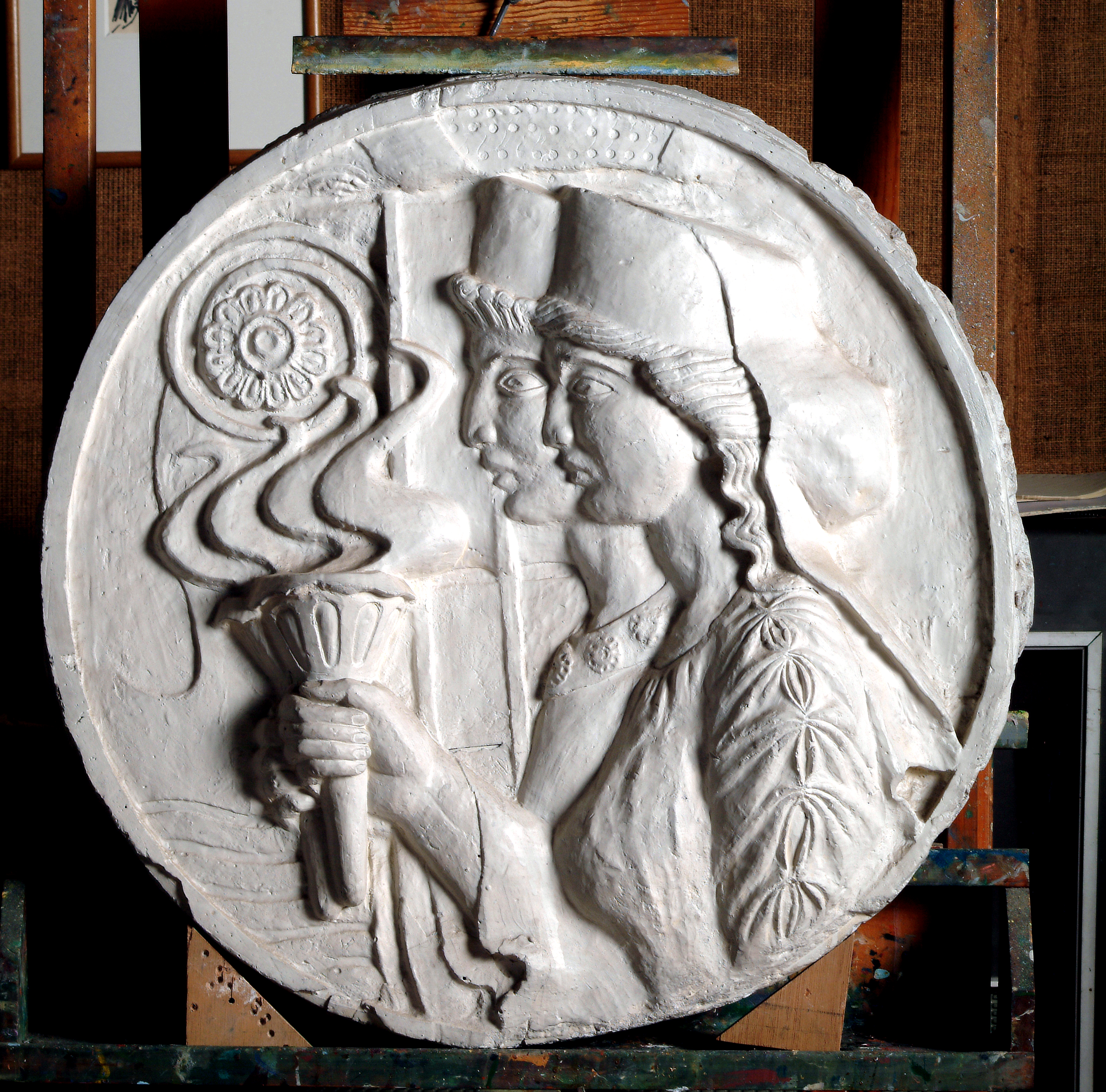
تندیس گچی گالری آپادانا، ساخته دست محمود جوادی‌پور

سپس وی آرم و پوستر آن را طراحی کرد و ساخت و روز دوم مهر ماه سال ۱۳۲۸ آپادانا با نمایش آثاری از حسین کاظمی، جلیل ضیاء پور، احمد اسفندیاری و استاد جوادی‌پور گشایش یافت و نمایشگاه با حضور انبوه جمعیتی بیش از انتظارشان مورد استقبال قرار گرفت. فردای آن شب بیشتر روزنامه‌های تهران خبر گشایش آپادانا را در روزنامه‌های خود درج کردند. چند روز بعد بدون آن که ما خواسته باشیم رادیو در پخش اخبارش از آپادانا در ردیف موزه‌ها و کتابخانه‌ها نام برد و ساعات کار برنامه‌هایش را پخش میکرد. پس از چند هفته کلاسی برای آموزش نقاشی به تشکیلات‌شان افزودند که اداره آن را کاظمی و جوادی‌پور عهده دار بودند. آپادانا به مرکز تجمع هنرمندان وقت مبدل شده بود، همه روزه عده‌ای از هنرمندان در آنجا دورهم جمع می‌شدند و درباره مسائل هنری با هم به بحث و گفت‌وگو می‌نشستند. هفته‌ای یکی الی دو شب را برای نمایش فیلم‌های هنری با سخنرانی‌‎هایی با نمایش اسلاید اختصاص داده بودند. عده‌ای به عضویت آپادانا درآمدند و همه ماهه مبلغ کمی به عنوان حق عضویت می پرداختند. بعد از یک سال آپادانا تعطیل شد. استاد جوادی‌پور در این مورد گفت:
آپادانا به ظاهر تعطیل شد، ولی نام آن به صورت نقطه عطفی در تاریخ هنر معاصر ایران بر جای ماند گروه پنج شش هزار نفری که با کمک آپادانا با هنر آشنا شده و کم کم به آن خو گرفته بودند با ادامه فعالیت‌های بعدی خود در جهت اشاعه هنر، نام آپادانا را جاودانه نمودند.

#### تحصیل در آکادمی هنرهای زیبا مونیخ و شروع به کار در دانشکده هنرهای زیبا دانشگاه تهران

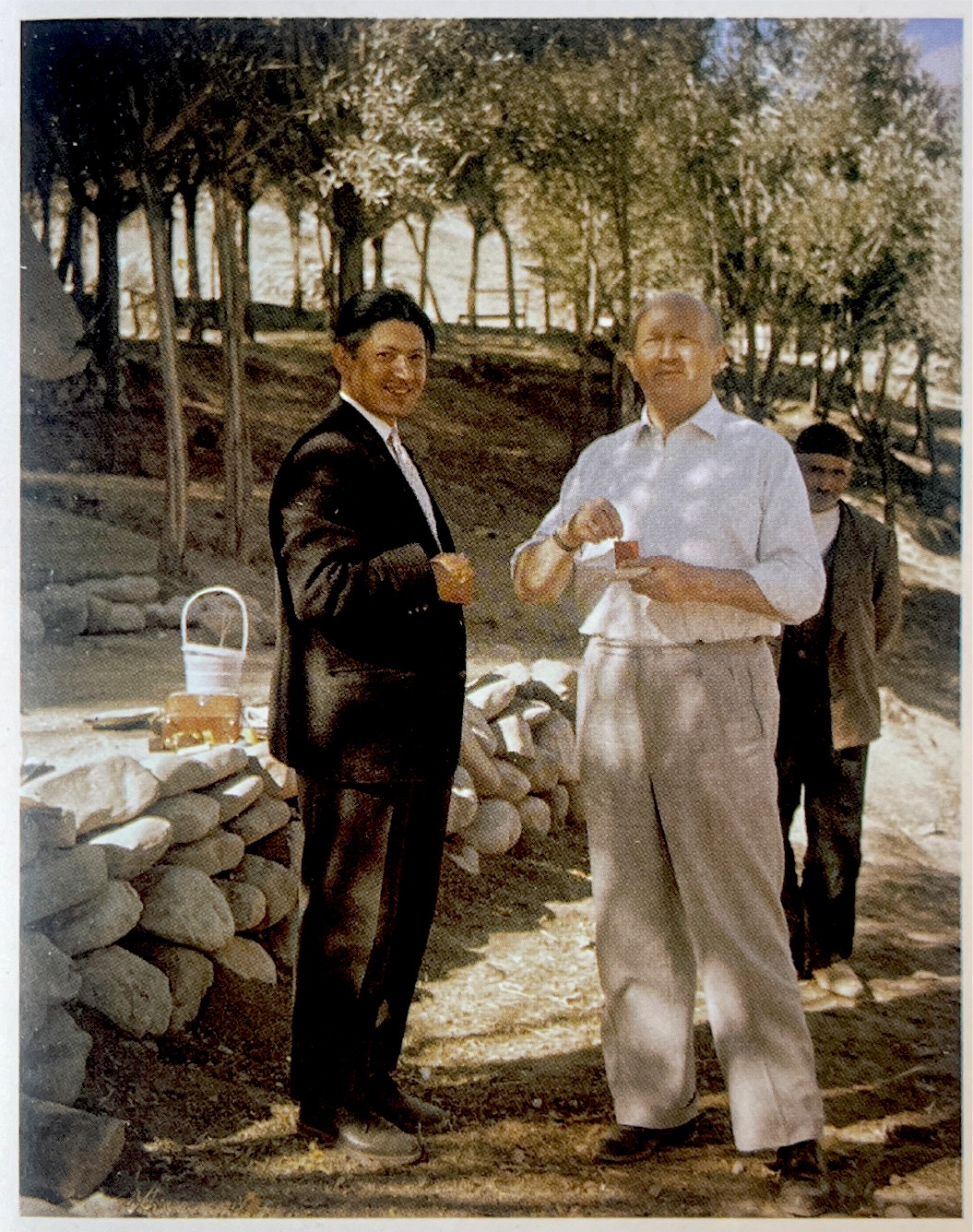
محمود جوادی‌پور با استادش، کارل کرودل، در ایران

علی‌محمد حیدریان که استاد محمود جوادی‌پور بود از وی دعوت به عمل آورد تا پایان سال تحصیلی ۱۳۳۰ هفته ای سه روز به دانشکده هنرهای زیبا به عنوان همیار استاد در کارگاه کمک کنند و در همان سال وی موفق به دریافت بورس تحصیلی(DAAD) از دولت آلمان غربی شد و به آلمان سفر کرد. او اولین دانشجوی خارجی بود که برای رشته هنر در آلمان بورسیه شده‌بود و با انتخاب خودش مشغول به تحصیل در آکادمی مونیخ شد. در آتلیه‌ی استادشان پروفسور کارل کرودل ( Charles Crodel )شروع به کار در زمینه هنرهای چاپی (گرافیک) کرد و در همان سال با همسر آلمانی خود اینگه بورگ ازدواج کرد. سپس کارشان را با تجربیاتی در زمینه کنده‌کاری روی چوب لینولئوم و فلز آغاز کرد و در مرحله دوم به آزمایشهایی در زمینه چاپ سنگی (لیتوگرافی) پرداخت.

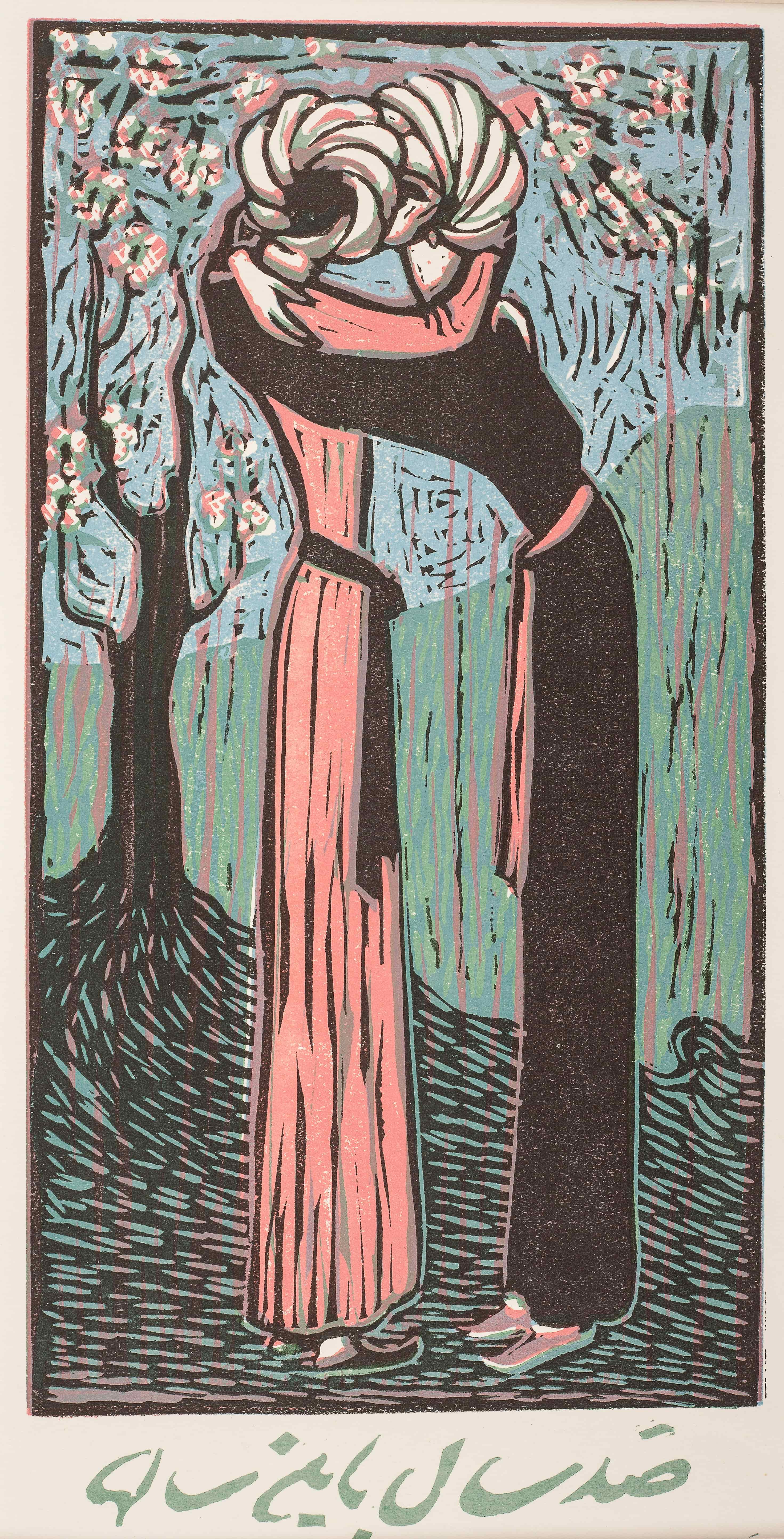
کارت تبریک کنده‌کاری روی لینولیوم، توسط محمود جوادی‌پور،مونیخ در سال ۱۳۳۷

اردیبهشت سال ۱۳۳۲ به عنوان معلم رسمی در دانشکده هنرهای زیبا استخدام شد. سپس با چاپخانه بانک ملی ایران قرارداد بست که بخشی از سفارش‌های چاپخانه را که در تخصص‌شان بود به ایشان واگذار کنند به این ترتیب کارهایی که در زمینه اوراق بهادار بودند، به وی واگذار شد. علی رغم اصرار وی به تاسیس رشته گرافیک در دانشکده هنرهای زیبا با در خواست وی موافقت نشد.تا در سال ۱۳۳۶ دومین بورس تحصیلی آلمان غربی را دریافت کرد و به آکادمی هنرهای زیبای مونیخ رفت. دنباله پژوهشهای قبلی‌اشان را از سر گرفتند مدت‌ها بود که به فکر ایجاد تحولی در هنر مینیاتور کشور بودند به همین دلیل آثار جدیدشان را به صورت کنده‌کاری روی لینولئوم، چوب و به دنبال آن چاپ سنگی و چاپ باتیک انجام دادند و از کلیات هنر مینیاتور الهام گرفتند به این ترتیب آثاری با موضوع های ایرانی به وجود آوردند، آثاری همچون، استراحت، فرشتگان چوپان، خانه های روی آب، گل‌های آفتابگردان،‌ کارت تبریک، دختر مجار، دختر لر و آهو، رستوران کولی‌ها و رامش‌گران.
در سال ۱۳۳۸ دوباره به ایران بازگشتند و کار تدریس در دانشکده هنرهای زیبا را از سر گرفتند. در این سال از طرف فرهنگ و هنر برای تدریس در هنرستان‌های هنرهای زیبای دختران و هنرستان آراد كمال الملک دعوت شدند. در هنرستان دختران با استاد حسین بهزاد و محمود فرشچیان همکار شدند. تدریس در این دو هنرستان را تا سال ۱۳۴۵ ادامه دادند و در سال ۱۳۴۰ برای بار دوم از طرف دکتر سیحون برای تدریس در دانشکده هنرهای زیبا  رشته هنرهای تزینی دعوت شدند و در آن دانشکده تا سال ۱۳۴۲ تدریس کردند.در سال ۱۳۳۹ آثارشان را در تالار قدیم رضا عباسی به نمایش گذاشتند. این اولین نمایشگاهی در ایران بود که در آن آثاری در زمینه هنرهای چاپی مانند کنده‌کاری روی چوب، لینولئوم، فلز و همچنین چاپ سنگی و ضمنا نقاشی روی پارچه با تکنیک باتیک به نمایش گذارده می‌شد، که امروزه به شکل هنری مستقل درآمده است.
در سال ۱۳۳۸ به دلایلی از همسر آلمانی‌اش جدا شد، اواخر سال ۱۳۴۲ با همسرش،نزهت امیرکافی، ازدواج کرد و صاحب دو دختر با نام‌های، مانیا و نیوشا جوادی‌پور شد. دختر بزرگ‌شان، نیوشا جوادی‌پور، در رشته آموزش هنر و نقاشی معاصر و تاریخ هنر در دانشگاه لودویگ ماکسیمیلیان (LMU) در مونیخ و مانیا جوادی پور نیز در ایران در رشته معماری دانشگاه شهید بهشتی تهران تحصیل کردند.
در سال ۱۳۴۴ مدارک تحصیلی‌ استاد جوادی پور مورد ارزشیابی شورای عالی فرهنگ قرار گرفت و ارزش تحصیلات‌شان برابر دکترا اعلام شد و همچنین  به عنوان نماينده وزارت فرهنگ و هنر در شورای عالی تمبر (در سال ١٣٤٢) بودند. همچنین رتبه‌شان از دبیری به دانشیاری تمام وقت تبدیل شد. 

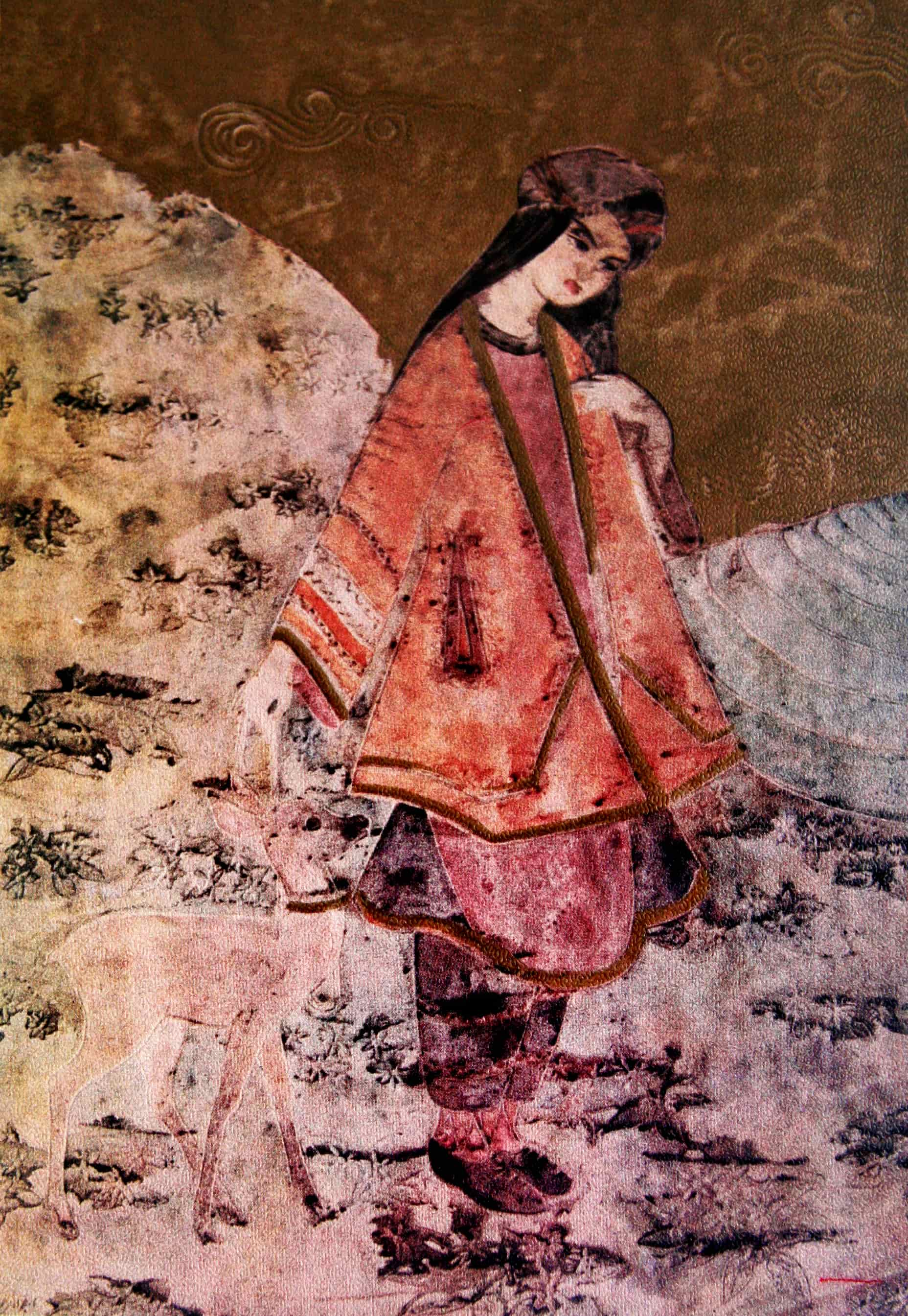
دختر لر و آهو، چاپ لینولیوم توسط محمود‌ جوادی‌پور، سال ۱۳۳۸

سرانجام در سال ۱۳۴۷ با اضافه شدن رشته گرافیک به سرپرستی هوشنگ کاظمی به سایر رشته‌های دانشکده هنرهای زیبا، آرزوی دیرینه‌شان برآورده شد، و جوادی‌پور در سال ۱۳۴۲ به عنوان استاد ویژوال دیزاین به دعوت مهندس سیحون شروع به تدریس کرد.
در سال‌های ۱۳۴۸ تا ۱۳۵۴ علاوه بر داشتن وظایف آموزشی در سمتهای سرپرستی آموزشی و مدیریت گروه هنرهای تجسمی می‌بایستی به عنوان نماینده دانشکده هنرهای زیبا در جلسات متعدد مؤسسه استاندارد و تحقیقات صنعتی دفتر فنی دادگستری و... نیز حضور داشتند. با وجود تمام مسئولیت‌ها در خلال سال‌های ۱۳۴۸ تا ۱۳۵۲ تألیف پنج جلد کتاب راهنمای هنر و پنج جلد راهنمای تدریس هر یک را برای سالهای اول تا سوم راهنمایی و چهارم و پنجم را انجام دادند.

#### نمدهای ایران، پژوهشی در زمینه نمدهای منطقه گرگان و دشت

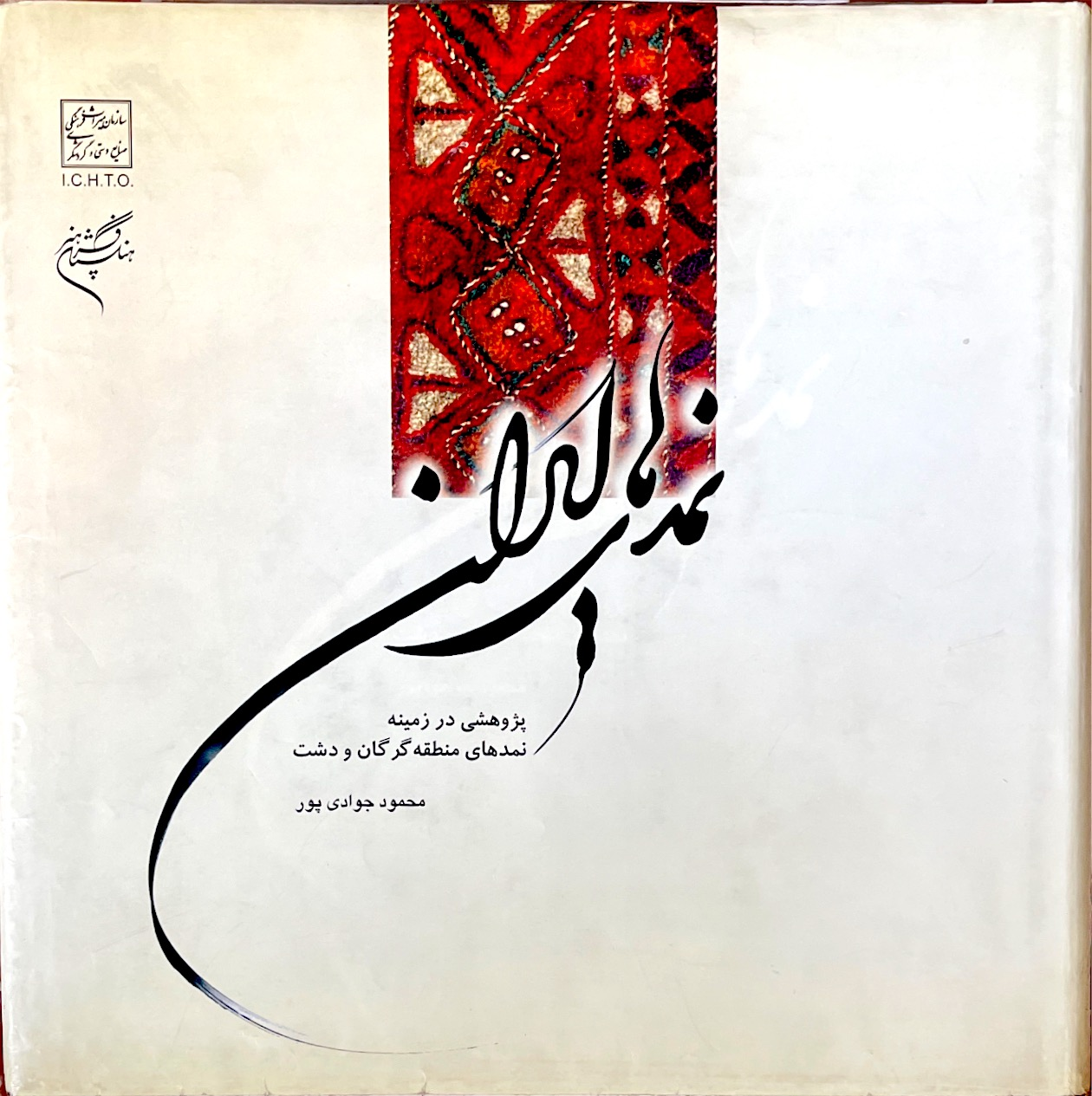
تصویر جلد کتاب نمدهای ایران، پژوهشی در زمینه نمدهای منطقه گرگان و دشت

جوادی‌پور در سال ۱۳۵۰ خود را برای انجام پژوهشی دامنه دار در زمینه نمدهای ایران داوطلب کرد، که با تقاضایش موافقت شد. پژوهش‌شان را از منطقه گرگان و دشت آغاز نمودند و تا سال ۱۳۵۴ ادامه دادند نتیجه را به صورت کتابی با نام «نمدهای ایران پژوهشی در زمینه نمدهای منطقه گرگان و دشت» درآورد و به شورای دانشکده تقدیم نمود، همگی لزوم چاپ آن را تایید و اعلام کردند. بعد از اتفاقات زیادی که در رابطه با چاپ کتاب روی داد، سرانجام چاپ آغاز شد و قرار بود که تا اواخر سال ۱۳۵۵ تمام شود. و بعد از ۳۱ سال در پاییز ۱۳۸۶ به چاپ رسید.

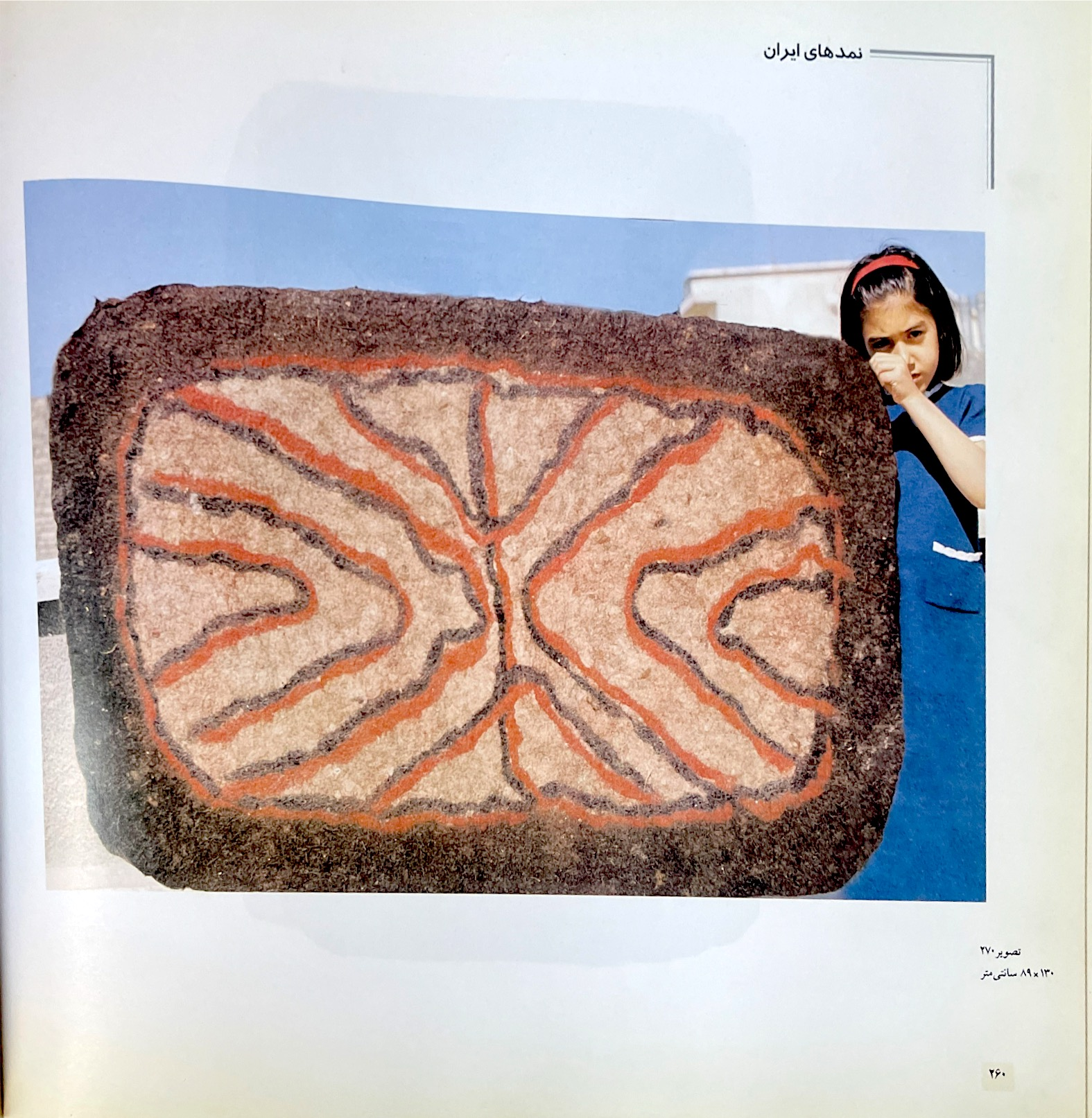
تصویر بخشی از کتاب «نمدهای ایران، پژوهشی در زمینه نمدهای منطقه گرگان و دشت» به همراه دختر بزرگشان، نیوشا جوادی‌پور

در سال ۱۳۵۵ به افتخار مرتبه استادی تمام وقت نائل شدند و پس از چندی برای استفاده از فرصت مطالعاتی با همسر و دو دخترشان عازم کشور آمریکا شد و در شهر دانشگاهی شمپین (Champaign)، دو شهر در کنار هم اوربانا - شمپین ( Champaign Urbana)در مرکز ایالت ایلینویز (Illinois) قرار گرفته اند، که از مراکز دانشگاهی بسیار معروف آمریکا می‌باشند. در مکاتباتی که قبل از آغاز سفرشان میان دانشگاه تهران و دانشگاه ایلینویز در مورد این جانب صورت گرفته بود به عنوان مؤلف کتاب نمدهای ایران نیز معرفی کرده بودند. از آنجا که تنظیم قسمتی از برنامه دوران فرصت مطالعاتی وی در آمریکا بر عهده مسؤلین دانشگاه شمپین گذارده شده بود یکی از برنامه های شان سخنرانی با نمایش اسلاید درباره هنر نمدسازی ایران تعیین نموده بودند که روز چهارم ماه مه ۱۹۷۷ در سالن موزه کرانرت (Art Museum Krannert) شهر شمپین برگزار شد. با توجه به تازگی موضوع سخنرانی بسیار مورد توجه حاضران قرار گرفت. سال ۱۹۷۷ صدمین سال تاسیس دانشگاه شمپین از جمله دانشکده هنرهای زیبای آن بود. به همین مناسبت قرار بود دانشکده هنرهای زیبا نمایشگاهی ترتیب دهد که در آن آثار تمام استادان آن دانشکده از صد سال به این طرف به نمایش گذارده شود. از استاد جوادی‌پور نیز به عنوان استاد مهمان دعوت شد که در نمایشگاه شرکت کنند و با ۵ تابلویی که در همان شهر کار کرده بودند در نمایشگاه شرکت کردند. چند روز پس از گشایش نمایشگاه مدیر یکی از گالری‌های شهر پیوریا از وی دعوت کرد تا در گالری‌اش نمایشگاهی انفرادی ترتیب دهند، پس از گذشت چند ماه تعداد ۱۱ تابلوی رنگ روغن از آثارشان در تاور پارک گالری شهر پیوریا (Tower Park Gallery) به نمایش گذارده شد.

کتاب «نمدهای ایران پژوهشی در زمینه نمدهای منطقه گرگان و دشت» که پژوهش آن سالها پیش صورت گرفته بود، توسط انتشارات فرهنگستان هنر در سال ۱۳۸۶منتشر شد. محمدصادق میرزا ابوالقاسمی در مجله آیینه خیال در معرفی این کتاب مینویسد:
لطف کتاب به تصاویر آن است؛ تصاویری که در بخش پایانی کتاب گردآوری شده و تقریباً چهارصد نمونه نمد را شامل میشود. تمدهای تصویر شده از نظر شکل و نقش بسیار متنوع هستند و سنجیده انتخاب شده اند. مشخص است که در گزینش تصاویر و تقدم و دسته بندی آنها دقت زیادی شده است. همچنین مؤلف کوشیده است نمونه ها را در سه گروه اصلی نمدهای اصیل ترکمن نمدهای اصیل محلی و نمدهای ترکیبی - و زیرگروه هایی که ساختار هندسی نقش یا نوع مصرفی نمد و .... را در بر میگیرد - تنظیم و معرفی کند و برای هر کدام توضیحاتی بیاورد. با آن که عکس برداری از نمدها به سی و دو سال پیش باز می گردد در کیفیت تصویر و چاپ بی‌نقص است. نگارنده از هیچ تلاشی برای پر بار شدن و تنوع تصویری نمدها کوتاهی نکرده و از تمام توان خود برای آن استفاده کرده است.

#### بازگشت به عالم آزادی و نقاشی

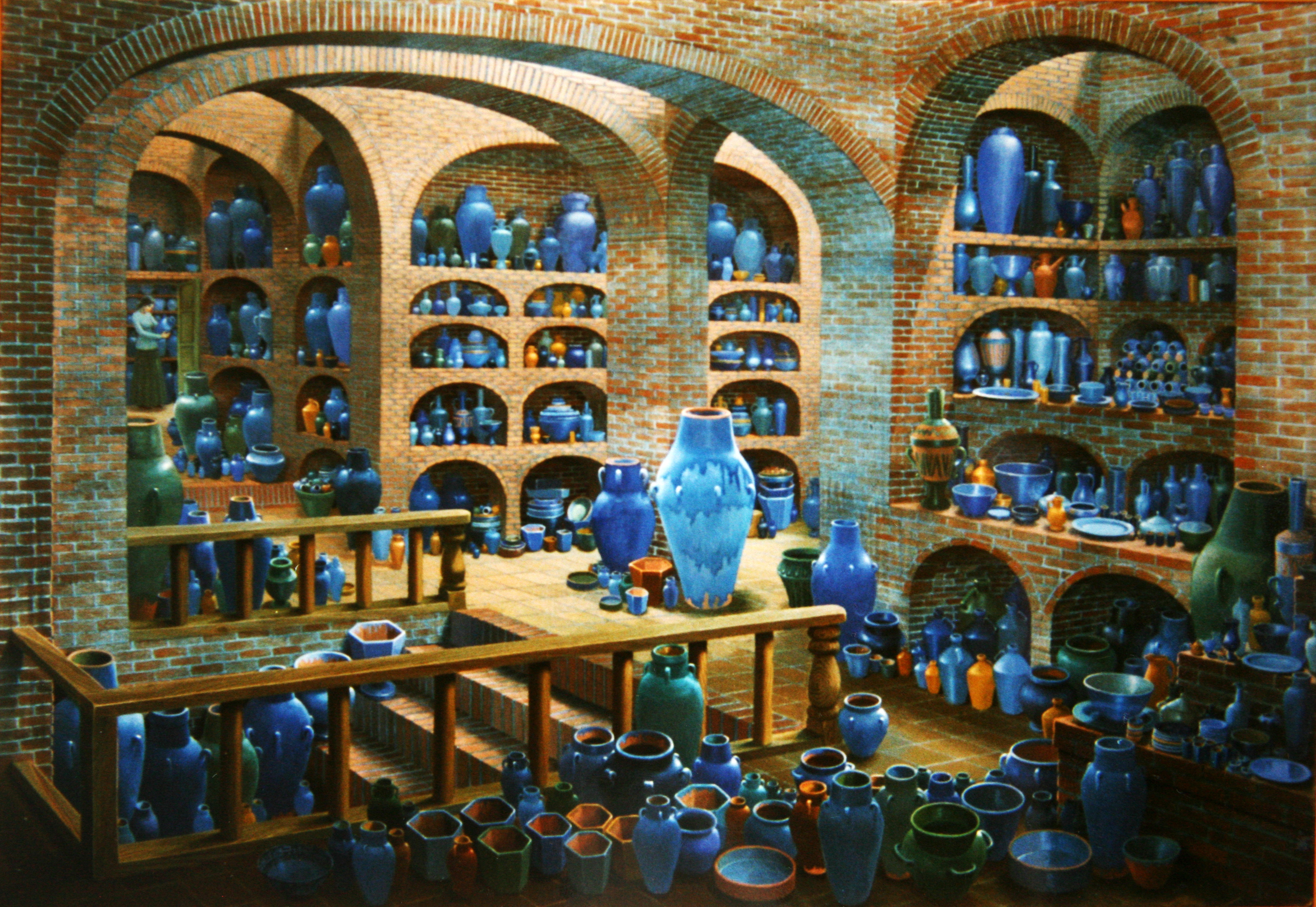
تابلو کوزه‌گری، رنگ و روغن روی مقوا، توسط محمود جوادی‌پور، تهران سال ۱۳۶۰

در مهر ماه سال ۱۳۵۷ به ایران بازگشتند کارشان را با داشتن سمت سرپرست آموزش دانشکده در کنار انجام وظایف آموزشی‌شان ادامه دادند. در سال ۱۳۵۸ بازنشسته شدند و دوباره به عالم آزادی و نقاشی بازگشتند. سال ۱۳۶۰ به نقاشی تابلویی به نام کوزه‌گری پرداختند. اواخر همان سال به اصرار دوستان‌شان اقدام به گشودن کلاس برای آموزش هنر نقاشی نمودند که تا اواخر شهریور سال ۱۳۷۱ ادامه یافت. سال ۱۳۶۸ پس از سالها نمایشگاهی با عنوان مروری بر آثارشان از سال ۱۳۲۲ تا ۱۳۶۸ در گالری نوپای آذین ترتیب دادند که بسیار موفقیت آمیز بود.

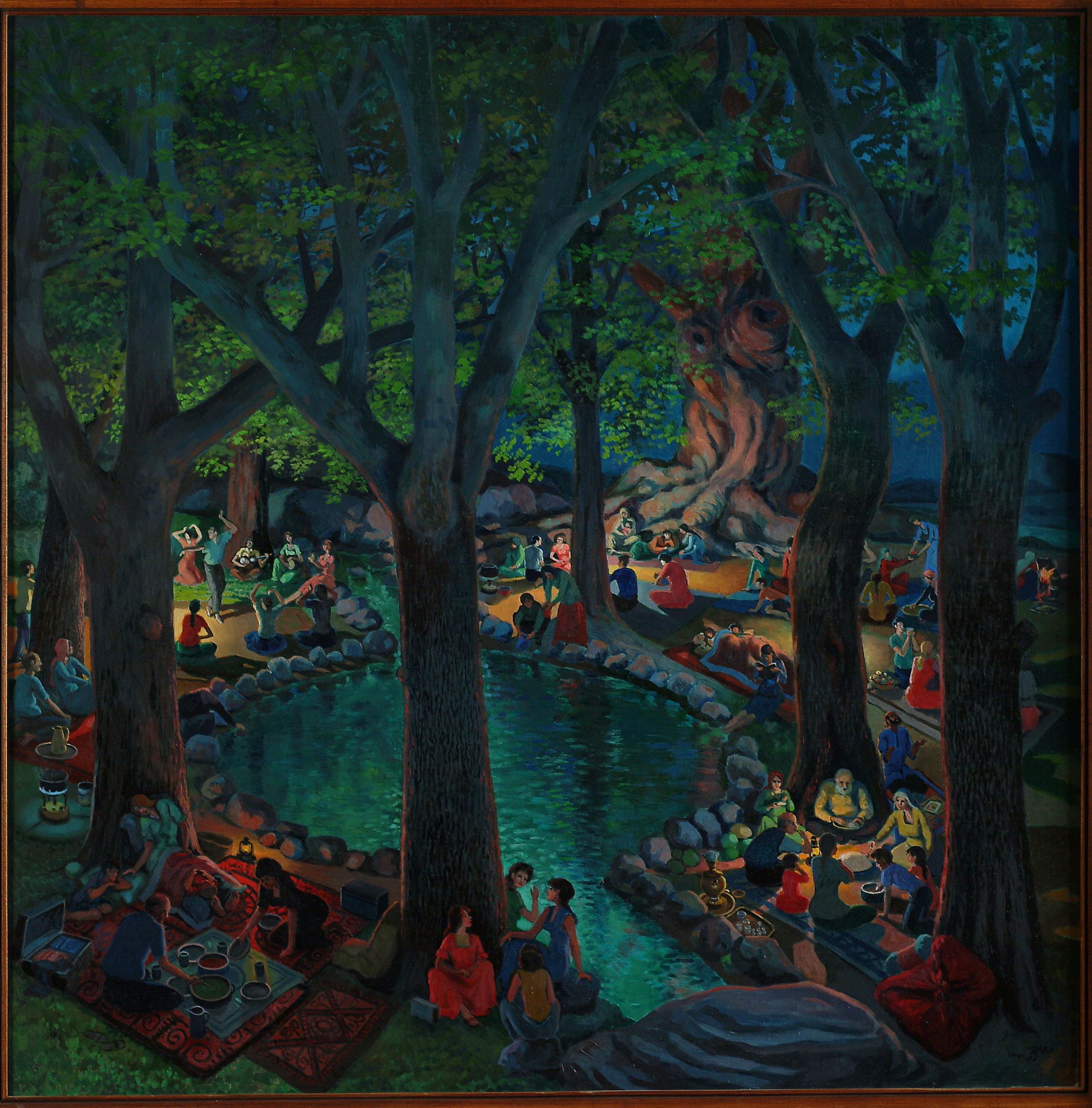
چشمه علاء، رنگ و روغن روی بوم، توسط محمود جوادی‌پور، تهران سال ۱۳۷۲

سال ۱۳۷۲ توانستند حدود بیست اثر تازه از جمله بازار روستایی، تابلوی پرتره چهره با دست از خانم بهادری، کوه‌های خفته، چشمه علاء  و تاج خروس بپردازند. در سال‌های ۱۳۷۳ تا ۱۳۷۵ که در ایران بودند توانستند به خلق ۳۳ اثر نقاشی بپردازند.در تیر ماه ۱۳۷۵ به کشور آلمان سفر کردند و در شهر مونیخ به دختر بزرگشان، نیوشا جوادی‌پور، پیوستند و به مدت چهار ماه در آنجا ماندند، که به خلق ۱۶ اثر تازه با موضوع‌های پرتره،‌ منظره و خط نقاشی انجامید. در سفری که همان سال به شمال داشتند موفق به نقاشی ۱۳ اثر کوچک از مناظر شمال شدند و پس از بازگشت به موازات کار روی تابلوهای بزرگ از جمله دره سرخ و ناشادان شادی آفرین، پرداختند.در سال ۱۳۷۶ نمایشگاه گروهی موزه هنرهای معاصر تهران شرکت داشت. در آبان ماه این سال در چهارمین نمایشگاه دو سالانه نقاشی ایران در موزه هنرهای معاصر تهران شرکت کرد. در مراسم اهدای جوایز این نمایشگاه از چهار هنرمند پیش‌کسوت محمود جوادی‌پور، علی قهاری، احمد اسفندیاری و منصوره حسینی تجلیل شد. کتاب «پیشگامان نقاشی معاصر ایران نسل اول» نوشته جواد مجابی در معرفی هنرمندان نوگرای نسل اول محمود جوادی‌پور، جلیل ضیاء پور، احمد اسفندیاری، جواد حمیدی، حسین کاظمی، شکوه ریاضی، عبدالله عامری، مهدی ویشکایی، منوچهر یکتایی و لیلی تقی‌پور توسط نشر هنر ایران در زمستان این سال منتشر شد.جواد مجابی در معرفی جوادی پور مینویسد: 
هنرمند، دوره های درخشانی در زمینه تکچهره سازی و منظره پردازی دارد. این تابلوها چون کارگه کوزه گری و بازار که با منتهای حوصله و دقت در جزییات ساخته شده، علاقه استاد را به نمایش آداب اجتماعی ایران و حفظ فضای بومی در آثار نوگرایش نشان می دهد.

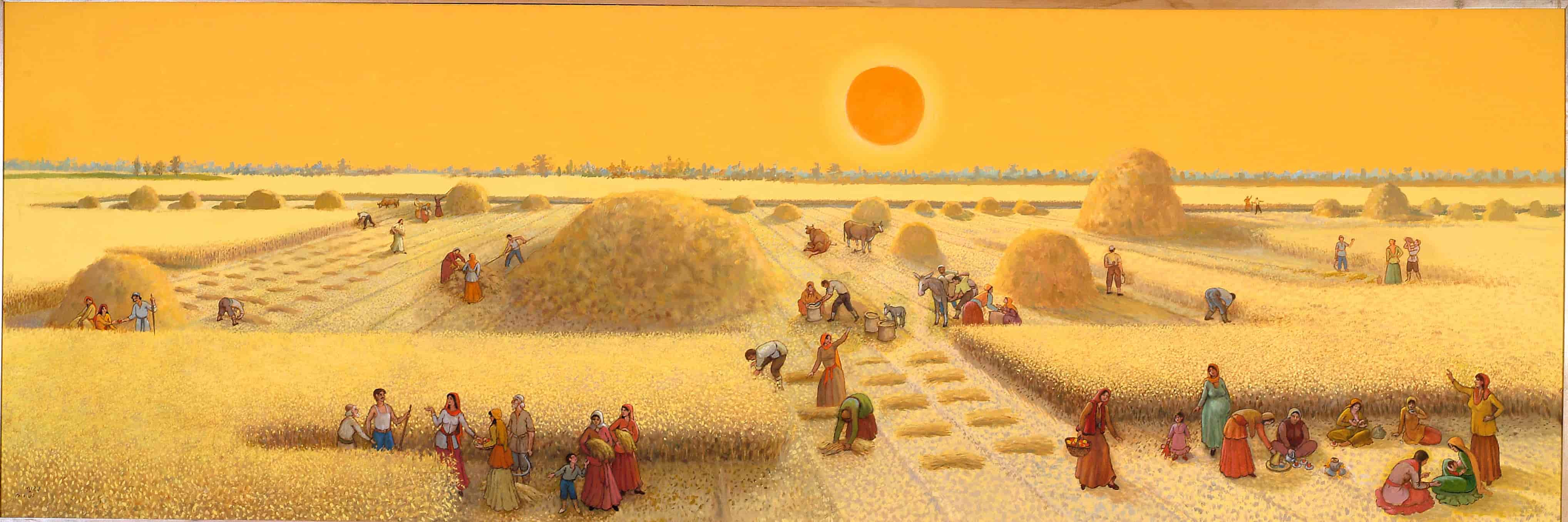
کار و زندگی، رنگ روغنی روی بوم، توسط محمود جوادی‌پور، تهران سال ۱۳۸۰

سال ۱۳۷۸ تا پایان سال توانستند تعداد یازده اثر تازه نقاشی پدید آورند.سه‌شنبه ۲۷ آذر ماه ۱۳۸۰ نقاشی تابلوی بزرگ کار و زندگی را آغاز کردند و موفق شدند که آن را تا پایان سال تمام کنند. جوادی‌پور به عنوان عضو پیوسته فرهنگستان هنر در رشته هنرهای تجسمی انتخاب شد و در نمایشگاه گروهی گالری کمال الدین بهزاد آثارش به تماشا درآمد. در دومین دوسالانه نقاشی معاصر جهان اسلام اثری از او به نمایش گذاشته شد و لوح سپاس فرهنگستان هنر را به همین مناسبت دریافت کرد. یازدهم تیر ماه تابلویی با ابعاد ۱۲۰×۱۹۰ سانتیمتر با موضوع کوزه‌ها را آغاز کردند که سال ۱۳۸۲ به پایان رسید. در دهم تیر ماه به آلمان سفر می‌کنند و در آن بازه ۱۲ اثر بر مبنای اشعار خیام و سعدی و همچنین نقاشی تخیلی منظره انجام می‌دهند و سپس در تاریخ ۲۷ شهریور سال ۱۳۸۲ دوباره به ایران بازگشتند.

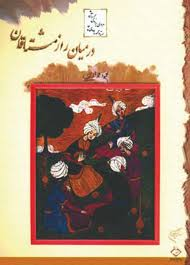
«در میان راز مشتاقان: مروری بر زندگی‌ و آثار استاد محمود جوادی‌پور»، محمود جوادی‌پور

۳ تیر ماه ۱۳۸۳ به فرمایش میرحسین موسوی ریاست محترم فرهنگستان هنر قبول کردند تا آثارشان را به صورت نمایشگاهی به نام مروری بر آثارشان از سال ۱۳۲۰ تا ۱۳۸۳ ترتیب دهند. در زمستان این سال نمایشگاهی از آثارش در مرکز فرهنگی هنری صبا با عنوان مروری بر آثار طراحی گرافیک و نقاشی محمود جوادی‌پور برگزار شد. به مناسبت این نمایشگاه کتاب «در میان راز مشتاقان مروری بر زندگی و آثار استاد محمود جوادی پور» با نوشته‌هایی از مهدی حسینی و عبدالمجید حسینی‌راد توسط انتشارات فرهنگستان هنر منتشر شد.
آثارش در نمایشگاه گروهی همکلاسی‌ها گرامیداشت پیشگامان نقاشی معاصر ایران به مناسبت هفته میراث فرهنگی به همراه آثار احمد اسفندیاری و عبدالله عامری در نگارخانه شیو به نمایش درآمد. در آبان ماه سال ۱۳۸۴ در پنجمین همایش چهره‌های ماندگار از سوی سازمان صدا و سیمای جمهوری اسلامی به عنوان چهره برگزیده شد. جوادی‌پور در دی ماه این سال همزمان با برگزاری نمایشگاه جنبش هنر نوگرای ایران در جلسه ای در موزه هنرهای معاصر تهران به تحلیل و بررسی آثار نقاشان گالری آپادانا پرداخت.در آذر ماه همان سال تندیس دومین جشنواره تصویر سازی کتاب‌های درسی با نام «مصور» را از سوی وزارت آموزش و پرورش دریافت کرد.
در بهار سال ۱۳۸۶ نمایشگاه آثار گرافیک جوادی‌پور در موزه هنرهای معاصر اصفهان برگزار شد. در آخرین روز بهار نشان درجه یک فرهنگ و هنر را در مراسم تجلیل از استادان برگزیده فرهنگستان‌های کشور از رئیس جمهور وقت دریافت کرد.در تابستان همین سال از سردیس وی ساخته حسین قلی‌زاده در موزه هنرهای دینی امام علی (ع) رونمایی شد.

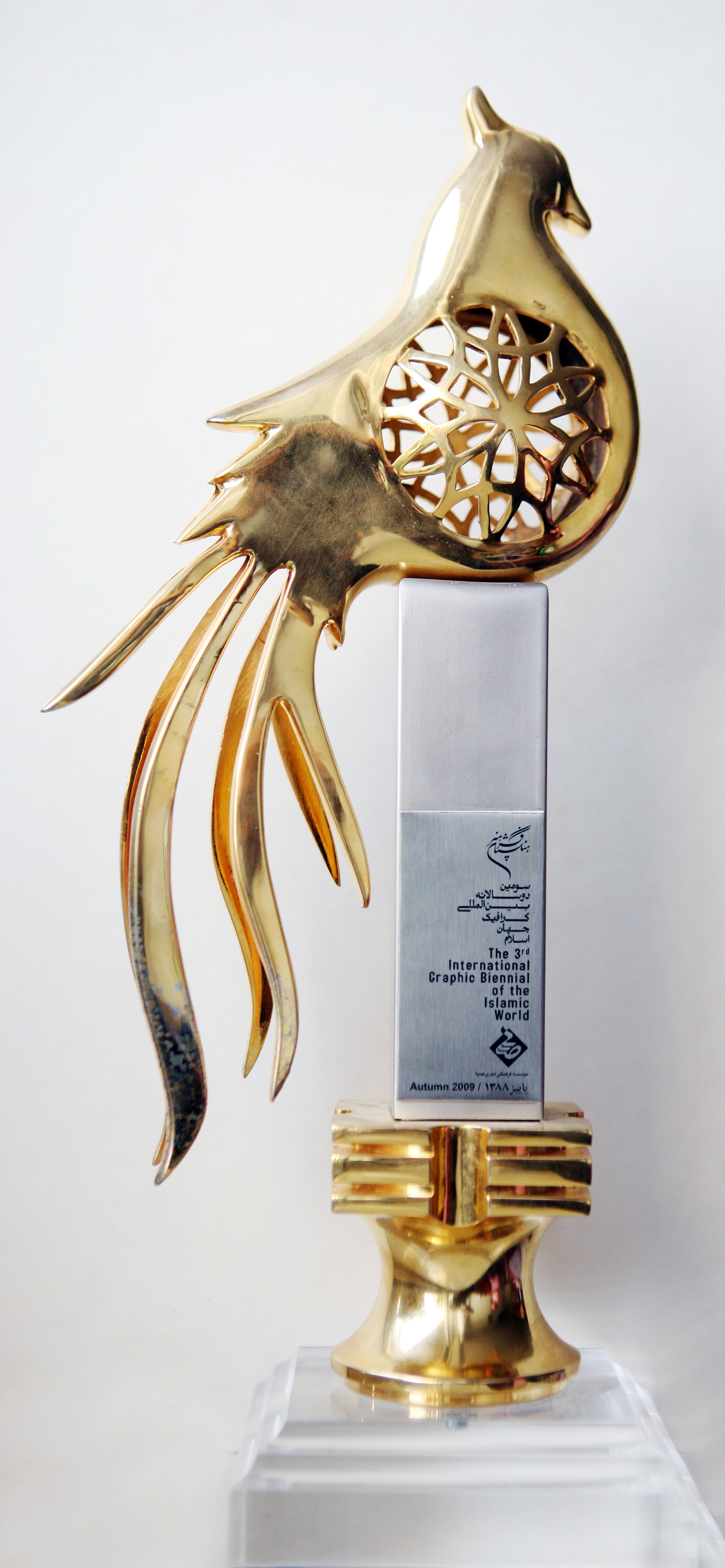
در سومین دوسالانه گرافیک جهان اسلام در سال ۱۳۸۸ از سوی فرهنگستان هنر برگزار شد، از محمود جوادی‌پور به عنوان پدر گرافیک ایران و یکی از نخستین پایه‌گذاران جنبش نقاشی نوگرای ایران تجلیل شد.

در نمایشگاه گروهی رنگها برای سبزه در گالری پردیس سینمایی ملت در سال ۱۳۸۸ اثری از او به تماشا درآمد. در سومین دوسالانه گرافیک جهان اسلام که در آبان ماه همین سال از سوی فرهنگستان هنر برگزار شد، از وی به عنوان پدر گرافیک ایران و یکی از نخستین پایه‌گذاران جنبش نقاشی نوگرای ایران تجلیل شد. عضویت در هیئت داوری بخش نقاشی دومین جشنواره بین المللی هنرهای تجسمی فجر را پذیرفت. در همین جشنواره نشان عالی هنر از سوی وزارت فرهنگ و ارشاد اسلامی به وی تعلق گرفت.

موزه هنرهای معاصر تهران در آذر ماه سال ۱۳۸۹ نمایشگاهی از آثار وی با عنوان «پیشگامان هنر نوگرای ایران محمود جوادی‌پور» برپا کرد. به این مناسبت کتابی به کوشش یعقوب امدادیان و با نوشته ای از مهدی حسینی منتشر شد. یعقوب امدادیان در مقدمه این کتاب می نویسد:
موزه هنرهای معاصر تهران با معرفی پیش‌کسوتان هنر معاصر ایران و کنکاش در روند زندگی و آثار این فرهیختگان که با خلق آثار ممتاز و کم نظیر در ژرفا بخشیدن به هنر این مرز و بوم تلاش و کوشش پیگیر کرده اند را ارج می نهد. بی شک استاد محمود جوادی پور یکی از چهره های شاخص و به یادماندنی تاریخ هنر کشورمان است که موزه هنرهای معاصر تهران زمانی به تجلیل و معرفی اش شتافته است که با ما زندگی میکند و چشمه جوشان هنرشان خلاق و الهام بخش است.

## آغاز هنر گرافیک نوین در ایران
در اینجا نقل‌قولی از استاد محمود جوادی‌پور میاورم که در کتاب «در میان راز مشتاقان: مروری بر زندگی و آثار استاد محمود جوادی‌پور» آورده‌اند:
در سال ۱۳۸۱ از مرکز هنرهای تجسمی خبر دادند که دولت در نظر دارد عده‌ای از هنرمندان را مورد تشویق قرار دهد و شما نیز جزو آنان هستید و روزی را مشخص کردند و گفتند که با مدارک تحصیلی و اداری در مکانی که معین کردند حاضر شوم روز موعود با در دست داشتن مدارکی که تعیین شده بود به محل مذبور رفتم و با شخصی که برای مصاحبه و رسیدگی به پرونده ما تعیین شده بود، ملاقات نمودم با هم گفت و گو کردیم و مدارکی که همراه برده بودم مورد بررسی قرار گرفت و کار من نزدیک به پایان بود که شخصی که مایل نیستم از او نام ببرم وارد اتاق شد و در نوبت نشست. نوبت به او رسید مدارکش مورد بازدید قرار گرفت درباره زندگی‌اش سخن گفت. سخن از هنر گرافیک و بانی آن در ایران به میان آمد و او در کمال راحتی خود را آغازگر رشته گرافیک در ایران معرفی کرد و رفت من از این نادرستی خیلی ناراحت شدم.
معتقدم مسئله رویدادهای تاریخی هر ملتی در هر زمینه‌ای که باشد ،فرهنگی، نظامی، تاریخی، دینی و.... باید صحیح و بدون کوچکترین تغییری در تاریخ ضبط شود تا آیندگان با حقایق رویدادهای گذشته کشورشان آشنا شوند. همان طور که در صفحات قبل نوشتم من از سال ۱۳۲۲ یعنی از دومین سال که وارد دانشکده هنرهای زیبا شدم به صورت نیمه وقت در چاپخانه بانک ملی و با عنوان نقاش چاپخانه مشغول کار شدم و از همان زمان بیشتر کارهایی که انجام آن به من محول میشد در زمینه هنر گرافیک بود. برای مثال طراحی آرم برگ اوراق بهادار، نقش اسکناس نقاشی روی جلد برای فراورده های مختلف تجاری و صنعتی، طراحی پوستر تصویر برای داستان‌های کتاب‌های کودکان و بزرگسالان و بسیاری کارهایی که همه کاملاً جنبه گرافیکی داشتند و خوشبختانه هنوز تعدادی از کارهای نامبرده را در اختیار دارم.

به این ترتیب هنر گرافیک از سال ۱۳۲۲ در ایران آغاز شده بود و ضمن این که من جز فعالیت‌های گرافیکی که در چاپخانه داشتم به طور آزاد نیز سفارش‌هایی در این زمینه گرفته و انجام می‌دادم و به دنباله این قبیل فعالیت‌ها نیز از سال ۱۳۳۰ که به آلمان سفر کرده بودم و در آکادمی هنرهای زیبای مونیخ نیز دنباله کارهای گرافیکی را منتها در جهت صد درصد هنری دنبال کردم و نمونه هایی از کارم را برای اولین بار سال ۱۳۳۹ در ایران و تالار رضا عباسی به نمایش گذاردم و دیگر جای شبهه‌ای باقی نمی ماند که تاریخ آغاز هنر گرافیک در ایران سال ۱۳۲۲ میباشد نه سال ۱۳۴۰ که بعضی ها قصد دارند، به هنرمندان بقبولانند.

## فعالیت هنری

### فعالیت حرفه‌ای در ایران
- آموزشگاه خصوصی محمود جوادی پور، تهران، ایران
- استاد هنرهای زیبا، دانشگاه تهران، ایران
- مدیر گروه هنرهای تجسمی، دانشگاه تهران، ایران
- استاد مدعو، دانشکده هنر و طراحی، دانشگاه Illinois در Urbana-Champaign U.S.A.
- دستیار دانشکده هنرهای زیبا، دانشگاه تهران، ایران
- رئیس گروه هنرهای تجسمی، دانشگاه تهران، ایران
- مربی دبیرستان هنرهای زیبای دخترانه، تهران، ایران
- مدرس دانشکده هنرهای زیبای کمال الملک، تهران، ایران
- مدرس دانشکده هنرهای تزئینی، تهران، ایران

### مشارکت‌های فرهنگی
- مشاور برنامه درسی، دانشگاه ترویج، تهران، ایران
- فرش های نمدی ایران، یک سخنرانی مصور،دانشگاه Illinois در Urbana-Champaign U.S.A.
- نماینده دانشگاه تهران، وزارت دادگستری، تهران، ایران
- نماینده دانشگاه تهران، مؤسسه استاندارد ایران، تهران، ایران
- عضو شورای عالی تمبرهای پستی وزارت پست و تلگراف و تلفن تهران، ایران
- بنیان‌گذار گالری آپادانا، اولین مرکز هنرهای تجسمی ایران، تهران، ایران
- عضو موسس «انجمن هنری جوانان»، تهران، ایران
- طراحی و توسعه اولین چاپ رنگی در ایران، بانک مرکزی ایران، تهران، ایران

### لوگو، آرم،‌ اسکناس و طراحی صنعتی
- طراحی آرم، دایره المعارف اسلام، ایران
- طراحی آثار هنری برای بیش از سی اوراق قرضه، اسکناس و نشان برای شرکت های خصوصی و دولتی ایران
- طراحی آرم، دانشگاه صنعتی شریف، ایران
- طراحی لوگو، انتشارات بنگاه ترجمه و نشر کتاب،ایران

- طراحی لوگو، انتشارات خوارزمی، ایران
- طراحی گرافیک و بسته بندی، سیگار زر، شرکت دخانیات ایران

- طراحی آرم شرکت ملی نفت ایران
- طراحی آثار هنری برای بلیط لاتاری ایران

## نمایشگاه‌ها

### نمایشگاه‌های انفرادی
|    | عنوان نمایشگاه                            | محل برگزاری نمایشگاه                     | سال برگزاری نمایشگاه |
| -- | ----------------------------------------- | ---------------------------------------- | -------------------- |
| ۱  | بزرگداشت استاد جوادی‌پور و استاد اسفندیاری | موزه‌های هنرهای معاصر تهران               | ۱۳۸۹                 |
| ۲  | مروری بر آثار استاد جوادی‌پور              | فرهنگستان هنر،تهران                      | ۱۳۸۴                 |
| ۳  |                                           | آتیله‌ هنرمند،تهران                       | ۱۳۷۸                 |
| ۴  | نیم قرن پژوهش                             | گالری کلاسیک،تهران                       | ۱۳۷۰                 |
| ۵  |                                           | آتیله‌ هنرمند،تهران                       | ۱۳۷۱                 |
| ۶  |                                           | گالری کلاسیک،تهران                       | ۱۳۶۹                 |
| ۷  | استاد محمود جوادی‌پور                      | گالری آذین،تهران                         | ۱۳۶۸                 |
| ۸  |                                           | گالری تآور پارک، پئوریا، ایلینوی، آمریکا | ۱۳۵۶                 |
| ۹  | آثار گرافیک(خوشنویسی و باتیک)             | نگارخانه رضا عباسی،تهران                 | ۱۳۳۹                 |
| ۱۰ |                                           | آکادمی هنرهای زیبای مونیخ،آلمان          | ۱۳۳۸                 |
| ۱۱ |                                           | انجمن ایران-آمریکا،تهران                 | ۱۳۳۲                 |
| ۱۲ |                                           | انجمن ایران-آمریکا،تهران                 | ۱۳۲۹                 |
| ۱۳ |                                           | موزه میراث ایران،تهران                   |                      |
| ۱۴ |                                           | گالری آپادانا،تهران                      | ۱۳۲۸                 |

### نمایشگاه‌های گروهی

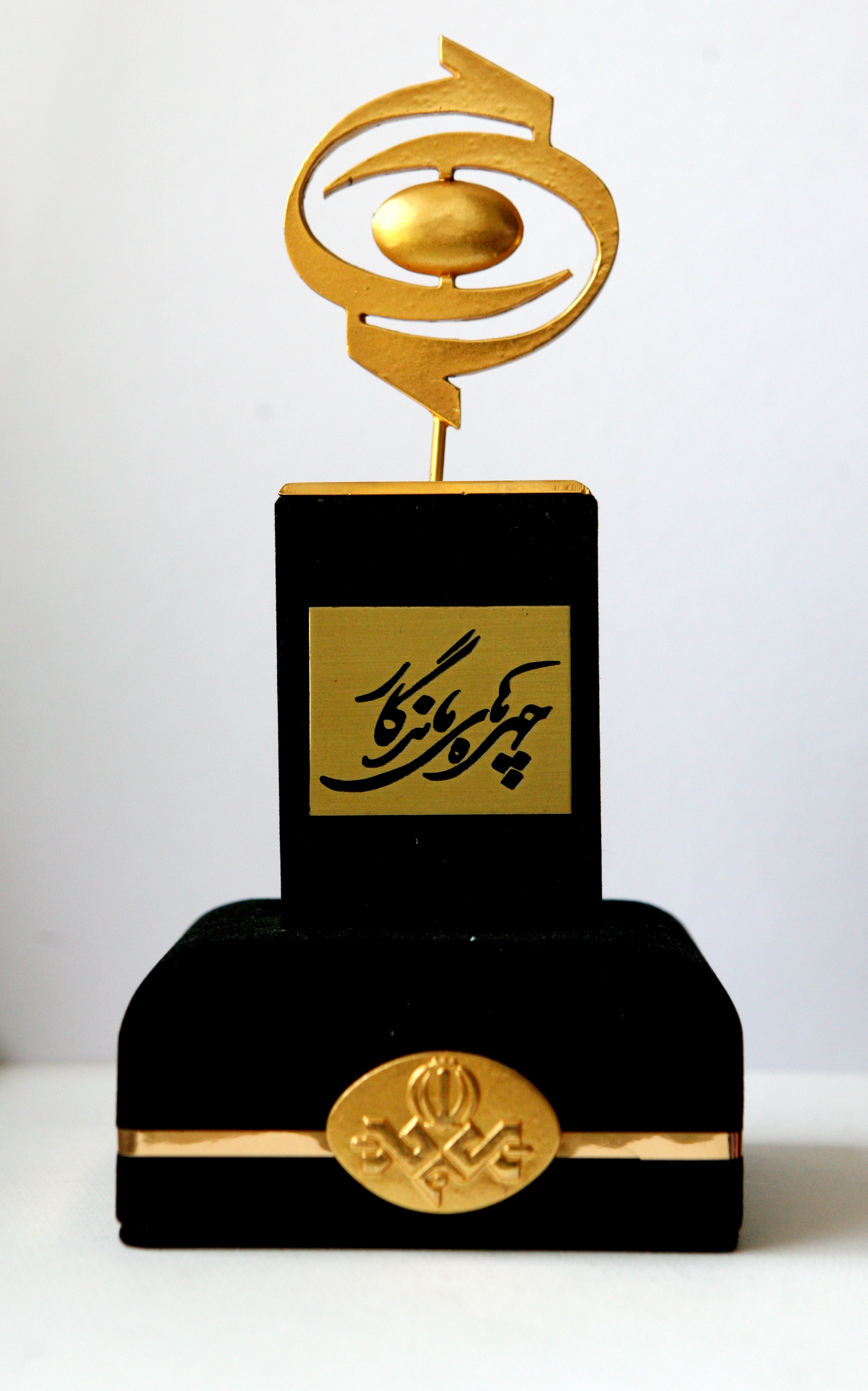
چهره ماندگار، تالار مشاهیر علم و فرهنگ ایران،محمود جوادی‌پور، سال۱۳۸۴

|    | عنوان نمایشگاه                                      | محل برگزاری نمایشگاه                                 | سال برگزاری نمایشگاه |
| -- | --------------------------------------------------- | ---------------------------------------------------- | -------------------- |
| ۱  |                                                     | عمارت بلدیه ساختمان شهرداری تهران                    |                      |
| ۲  |                                                     | گالری کلاسیک،اصفهان                                  |                      |
| ۳  | جشنواره تیرگان                                      | تورنتو،کانادا                                        |                      |
| ۴  | بنیاد آفرینش‌های هنری نیاوران                        | تهران                                                |                      |
| ۵  | دومین دوسالانه بین‌المللی نقاشی جهان اسلام           | موزه هنرهای معاصر تهران                              |                      |
| ۶  | اولین دوسالانه بین‌المللی نقاشی جهان اسلام           | موزه هنرهای معاصر تهران                              |                      |
| ۷  | هنرمندان ایرانی قرن گذشته                           | نگارخانه خیال، تهران                                 |                      |
| ۸  | گالری کمال الدین بهزاد                              | تهران                                                |                      |
| ۹  | رئالیسم در نقاشی مدرن ایران                         | موزه هنرهای معاصر تهران                              |                      |
| ۱۰ | پیشگامان نقاشی معاصر ایرانی                         | گالری آثار، تهران                                    |                      |
| ۱۱ | خوشنویسی                                            | گالری آثار، تهران                                    |                      |
| ۱۲ | چهارمین دوسالانه نقاشی ایران                        | موزه هنرهای معاصر تهران                              |                      |
| ۱۳ | پیشگامان نقاشی معاصر ایرانی، نسل اول                | موزه هنرهای معاصر تهران                              |                      |
| ۱۴ | جمع‌آوری کمک‌های مالی برای انتشار دایره‌المعارف کودکان | گالری کلاسیک،تهران                                   |                      |
| ۱۵ | نمایشگاه به نفع زلزله زدگان                         | موزه هنرهای معاصر تهران                              |                      |
| ۱۶ | گالریTower Park                                     | ایلینوی, آمریکا.                                     |                      |
| ۱۷ | موزه هنر Krannert                                   | دانشگاه ایلینوی در Urbana-Champaign U.S.A.           |                      |
| ۱۸ |                                                     | موزه هنرهای معاصر تهران                              |                      |
| ۱۹ | بنیاد ابی گری                                       | مینه‌سوتا, آمریکا                                     |                      |
| ۲۰ | آثار نقاشی و گرافیک                                 | نیویورک،آمریکا                                       |                      |
| ۲۱ | هنر گرافیک معاصر آسیا                               | میلان، ایتالیا                                       |                      |
| ۲۲ | هنرمندان معاصر ایران                                | انجمن ایران-آمریکا و موسسه آمریکایی-خاورمیانه، تهران |                      |
| ۲۳ | مؤسسه هنر و ادبیات هنرمندان معاصر ایران             | اصفهان،ایران                                         |                      |
| ۲۴ | جشن فرهنگ و هنر                                     | تهران                                                |                      |
| ۲۵ |                                                     | دانشگاه کلمبیا،آمریکا                                |                      |
| ۲۶ | هنر معاصر ایران                                     | انجمن ایران و آمریکا، تهران                          |                      |
| ۲۷ | هنر گرافیک در جنوب غرب آسیا و شمال آفریقا           | دانشگاه نیویورک،آمریکا                               |                      |
| ۲۸ |                                                     | موزه میراث ایران، تهران                              |                      |
| ۲۹ | هنر در ایران                                        | انجمن ایران و آمریکا، تهران                          |                      |
| ۳۰ | نمایشگاه هنر معاصر ایران                            | انجمن ایران و آمریکا، تهران                          |                      |
| ۳۱ | چهارده ایرانی معاصر                                 | مدرسه هنر مینیاپولیس، آمریکا                         |                      |
| ۳۲ |                                                     | موسسه فرهنگی ایران و اتحاد جماهیر شوروی، تهران       |                      |
| ۳۳ | گالری آپادانا                                       | تهران                                                |                      |
| ۳۴ |                                                     | موسسه فرانسوی-ایرانیان، تهران                        |                      |

## جوایز
- جایزه ققنوس طلایی، دوسالانه بین‌المللی طراحی گرافیک جهان اسلام، فرهنگستان هنر، ایران،۱۳۸۷

- دومین جشنواره بین المللی هنرهای تجسمی فجر، ایران، ۱۳۸۷

- مدال هنر و علم فرهنگستان هنر ایران،۱۳۸۶
- تصویرگری کتب دوره متوسطه، وزارت آموزش و پرورش ایران،۱۳۸۵
- چهره ماندگار، تالار مشاهیر علم و فرهنگ ایران،۱۳۸۴
- جشن پیشگامان هنر مدرن ایران، پنجمین یادبود گالری‌ها و موسسه میراث فرهنگی ایران،۱۳۸۴
- دوسالانه نقاشی، فرهنگستان هنر، تهران، ایران،۱۳۸۳
- چهارمین دوسالانه نقاشی ایران، وزارت فرهنگ و ارشاد اسلامی، ۱۳۷۵
- نمایشگاه گیاهان و گلها، تالار شهر تهران،۱۳۷۲
- طراحی لوگو، جایزه شرکت توسعه تهران پارس، تهران، ۱۳۳۵
- طراحی لوگو، جایزه شرکت ملی نفت ایران، تهران، ۱۳۳۰

## سوابق تدریس
- دانشكده هنرهای زيبای دانشگاه تهران (١٣٥٨-١٣٣٢)[۱۰]
- هنركده هنرهای تزئينی تهران (١٣٤٢-١٣٤٠)[۱۰]
- هنرستان دختران و هنرستان كمال‌الملک تهران (١٣٤٥-١٣٣٧)[۱۰]
- مدير گروه هنرهاى تجسمی دانشكده هنرهاى زيبای دانشگاه تهران (١٣٥٤-١٣٥٢)[۱۰]
- سرپرست آموزشی دانشكده هنرهاى زيبای دانشگاه تهران (١٣٥٨-١٣٥٦)[۱۰]

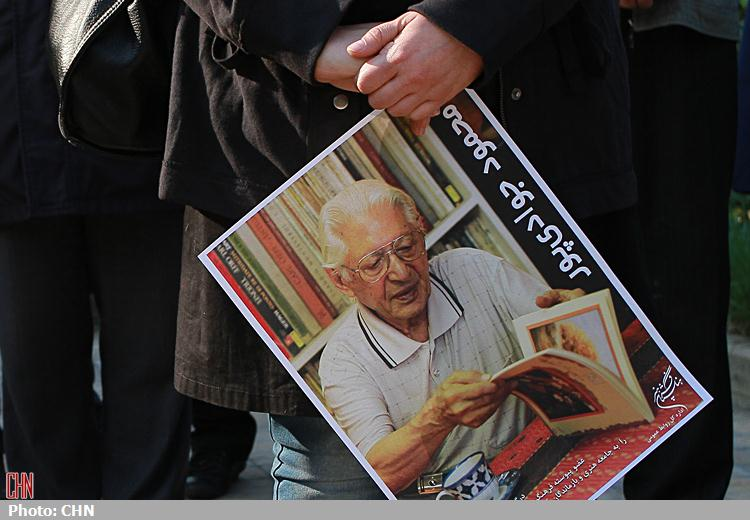
مراسم خاکسپاری استاد محمود جوادی‌پور، مورخ ۵ آذر سال ۱۳۹۱

## درگذشت
در سال ۱۳۹۱ برای دیدار دخترش نیوشا جوادی‌پور، به آلمان سفر کرد و پنجم آذر ماه در همانجا درگذشت. پیکر او به تهران، منتقل و از مقابل موزه هنرهای معاصر تهران تشییع و در قطعه هنرمندان بهشت زهرا به خاک سپرده شد. پیکر جوادی‌پور، با حضور هنرمندان، مسئولان فرهنگی و هنری و پیش‌کسوتان عرصه هنر از جمله آیدین آغداشلو، محمدابراهیم جعفری و عباس مشهدی‌زاده به خاک سپرده شد.